# Lista de asteroides (92001-93000)
Esta é uma lista parcial de asteroides, do asteroide número 92001 até o 93000, inclusive. Veja também o índice com todas as listas disponíveis.

| Objeto Próximos à Terra | Cinturão de asteroides (interno) | Cinturão de asteroides (externo) | Centauro       |
| Cruzador de Marte       | Cinturão de asteroides (meio)    | Troianos de Júpiter              | Transnetuniano |

Veja mais dados de cada asteroide na ligação externa para o Minor Planet Center na última coluna.
Índice: 92001... 92101... 92201... 92301... 92401... 92501... 92601... 92701... 92801... 92901... 

## 92001–92100
| Designação  | Designação | Descoberta  | Descoberta          | Descobridor(es) | Categoria | Mais informações / Referência |
| Permanente  | Provisória | Data        | Local               | Descobridor(es) | Categoria | Mais informações / Referência |
| ----------- | ---------- | ----------- | ------------------- | --------------- | --------- | ----------------------------- |
| 92001       | 1999 VA145 | 13 nov 1999 | Catalina            | CSS             | —         | MPC                           |
| 92002       | 1999 VX147 | 14 nov 1999 | Socorro             | LINEAR          | —         | MPC                           |
| 92003       | 1999 VG149 | 14 nov 1999 | Socorro             | LINEAR          | —         | MPC                           |
| 92004       | 1999 VG151 | 14 nov 1999 | Socorro             | LINEAR          | —         | MPC                           |
| 92005       | 1999 VH155 | 14 nov 1999 | Kitt Peak           | Spacewatch      | —         | MPC                           |
| 92006       | 1999 VR155 | 9 nov 1999  | Socorro             | LINEAR          | —         | MPC                           |
| 92007       | 1999 VS155 | 9 nov 1999  | Socorro             | LINEAR          | —         | MPC                           |
| 92008       | 1999 VP156 | 12 nov 1999 | Socorro             | LINEAR          | —         | MPC                           |
| 92009       | 1999 VM157 | 14 nov 1999 | Socorro             | LINEAR          | —         | MPC                           |
| 92010       | 1999 VB159 | 14 nov 1999 | Socorro             | LINEAR          | —         | MPC                           |
| 92011       | 1999 VJ159 | 14 nov 1999 | Socorro             | LINEAR          | —         | MPC                           |
| 92012       | 1999 VT159 | 14 nov 1999 | Socorro             | LINEAR          | —         | MPC                           |
| 92013       | 1999 VV159 | 14 nov 1999 | Socorro             | LINEAR          | —         | MPC                           |
| 92014       | 1999 VZ159 | 14 nov 1999 | Socorro             | LINEAR          | —         | MPC                           |
| 92015       | 1999 VK160 | 14 nov 1999 | Socorro             | LINEAR          | —         | MPC                           |
| 92016       | 1999 VR160 | 14 nov 1999 | Socorro             | LINEAR          | —         | MPC                           |
| 92017       | 1999 VV160 | 14 nov 1999 | Socorro             | LINEAR          | —         | MPC                           |
| 92018       | 1999 VW162 | 14 nov 1999 | Socorro             | LINEAR          | —         | MPC                           |
| 92019       | 1999 VH163 | 14 nov 1999 | Socorro             | LINEAR          | —         | MPC                           |
| 92020       | 1999 VE164 | 14 nov 1999 | Socorro             | LINEAR          | —         | MPC                           |
| 92021       | 1999 VJ164 | 14 nov 1999 | Socorro             | LINEAR          | —         | MPC                           |
| 92022       | 1999 VU165 | 14 nov 1999 | Socorro             | LINEAR          | Brangane  | MPC                           |
| 92023       | 1999 VM167 | 14 nov 1999 | Socorro             | LINEAR          | —         | MPC                           |
| 92024       | 1999 VK169 | 14 nov 1999 | Socorro             | LINEAR          | Ursula    | MPC                           |
| 92025       | 1999 VY171 | 14 nov 1999 | Socorro             | LINEAR          | —         | MPC                           |
| 92026       | 1999 VW176 | 5 nov 1999  | Socorro             | LINEAR          | —         | MPC                           |
| 92027       | 1999 VH177 | 5 nov 1999  | Socorro             | LINEAR          | —         | MPC                           |
| 92028       | 1999 VM177 | 5 nov 1999  | Socorro             | LINEAR          | —         | MPC                           |
| 92029       | 1999 VV177 | 6 nov 1999  | Socorro             | LINEAR          | Ursula    | MPC                           |
| 92030       | 1999 VX177 | 6 nov 1999  | Socorro             | LINEAR          | —         | MPC                           |
| 92031       | 1999 VB178 | 6 nov 1999  | Socorro             | LINEAR          | —         | MPC                           |
| 92032       | 1999 VE178 | 6 nov 1999  | Socorro             | LINEAR          | —         | MPC                           |
| 92033       | 1999 VG179 | 6 nov 1999  | Socorro             | LINEAR          | —         | MPC                           |
| 92034       | 1999 VP179 | 6 nov 1999  | Socorro             | LINEAR          | —         | MPC                           |
| 92035       | 1999 VD180 | 5 nov 1999  | Socorro             | LINEAR          | —         | MPC                           |
| 92036       | 1999 VZ180 | 7 nov 1999  | Socorro             | LINEAR          | Juno      | MPC                           |
| 92037       | 1999 VV185 | 15 nov 1999 | Socorro             | LINEAR          | —         | MPC                           |
| 92038       | 1999 VK186 | 15 nov 1999 | Socorro             | LINEAR          | —         | MPC                           |
| 92039       | 1999 VJ187 | 15 nov 1999 | Socorro             | LINEAR          | —         | MPC                           |
| 92040       | 1999 VQ192 | 1 nov 1999  | Anderson Mesa       | LONEOS          | —         | MPC                           |
| 92041       | 1999 VV194 | 2 nov 1999  | Catalina            | CSS             | —         | MPC                           |
| 92042       | 1999 VB195 | 3 nov 1999  | Catalina            | CSS             | Brangane  | MPC                           |
| 92043       | 1999 VJ196 | 1 nov 1999  | Catalina            | CSS             | —         | MPC                           |
| 92044       | 1999 VL196 | 1 nov 1999  | Catalina            | CSS             | —         | MPC                           |
| 92045       | 1999 VO199 | 2 nov 1999  | Catalina            | CSS             | —         | MPC                           |
| 92046       | 1999 VG200 | 5 nov 1999  | Catalina            | CSS             | —         | MPC                           |
| 92047       | 1999 VR200 | 3 nov 1999  | Socorro             | LINEAR          | —         | MPC                           |
| 92048       | 1999 VW202 | 6 nov 1999  | Catalina            | CSS             | —         | MPC                           |
| 92049       | 1999 VN203 | 8 nov 1999  | Anderson Mesa       | LONEOS          | —         | MPC                           |
| 92050       | 1999 VQ205 | 11 nov 1999 | Catalina            | CSS             | Brangane  | MPC                           |
| 92051       | 1999 VM206 | 9 nov 1999  | Catalina            | CSS             | —         | MPC                           |
| 92052       | 1999 VU206 | 10 nov 1999 | Socorro             | LINEAR          | —         | MPC                           |
| 92053       | 1999 VJ210 | 12 nov 1999 | Anderson Mesa       | LONEOS          | —         | MPC                           |
| 92054       | 1999 VL210 | 12 nov 1999 | Anderson Mesa       | LONEOS          | —         | MPC                           |
| 92055       | 1999 VJ213 | 12 nov 1999 | Anderson Mesa       | LONEOS          | —         | MPC                           |
| 92056       | 1999 VM213 | 13 nov 1999 | Anderson Mesa       | LONEOS          | —         | MPC                           |
| 92057       | 1999 VS215 | 3 nov 1999  | Socorro             | LINEAR          | —         | MPC                           |
| 92058       | 1999 VW216 | 3 nov 1999  | Catalina            | CSS             | —         | MPC                           |
| 92059       | 1999 VW223 | 5 nov 1999  | Socorro             | LINEAR          | —         | MPC                           |
| 92060       | 1999 WY6   | 28 nov 1999 | Višnjan Observatory | K. Korlević     | —         | MPC                           |
| 92061       | 1999 WA8   | 29 nov 1999 | Olathe              | L. Robinson     | —         | MPC                           |
| 92062       | 1999 WJ10  | 28 nov 1999 | Kitt Peak           | Spacewatch      | —         | MPC                           |
| 92063       | 1999 WY10  | 29 nov 1999 | Kitt Peak           | Spacewatch      | —         | MPC                           |
| 92064       | 1999 WA13  | 26 nov 1999 | Ondřejov            | L. Kotková      | —         | MPC                           |
| 92065       | 1999 WC13  | 28 nov 1999 | Kitt Peak           | Spacewatch      | —         | MPC                           |
| 92066       | 1999 WA14  | 28 nov 1999 | Kitt Peak           | Spacewatch      | —         | MPC                           |
| 92067       | 1999 WP14  | 28 nov 1999 | Kitt Peak           | Spacewatch      | —         | MPC                           |
| 92068       | 1999 WT14  | 28 nov 1999 | Kitt Peak           | Spacewatch      | —         | MPC                           |
| 92069       | 1999 WV15  | 29 nov 1999 | Kitt Peak           | Spacewatch      | —         | MPC                           |
| 92070       | 1999 WC18  | 30 nov 1999 | Kitt Peak           | Spacewatch      | —         | MPC                           |
| 92071       | 1999 WJ18  | 29 nov 1999 | Višnjan Observatory | K. Korlević     | —         | MPC                           |
| 92072       | 1999 WO20  | 16 nov 1999 | Modra               | Modra Obs.      | Ursula    | MPC                           |
| 92073       | 1999 XA3   | 4 dez 1999  | Catalina            | CSS             | —         | MPC                           |
| 92074       | 1999 XR3   | 4 dez 1999  | Catalina            | CSS             | Brangane  | MPC                           |
| 92075       | 1999 XS4   | 4 dez 1999  | Catalina            | CSS             | Ursula    | MPC                           |
| 92076       | 1999 XZ6   | 4 dez 1999  | Catalina            | CSS             | —         | MPC                           |
| 92077       | 1999 XB7   | 4 dez 1999  | Catalina            | CSS             | Ursula    | MPC                           |
| 92078       | 1999 XF10  | 5 dez 1999  | Catalina            | CSS             | —         | MPC                           |
| 92079       | 1999 XN10  | 5 dez 1999  | Catalina            | CSS             | —         | MPC                           |
| 92080       | 1999 XX13  | 5 dez 1999  | Socorro             | LINEAR          | —         | MPC                           |
| 92081       | 1999 XV17  | 3 dez 1999  | Socorro             | LINEAR          | Eos       | MPC                           |
| 92082       | 1999 XE18  | 3 dez 1999  | Socorro             | LINEAR          | Brangane  | MPC                           |
| 92083       | 1999 XD20  | 5 dez 1999  | Socorro             | LINEAR          | —         | MPC                           |
| 92084       | 1999 XD21  | 5 dez 1999  | Socorro             | LINEAR          | —         | MPC                           |
| 92085       | 1999 XH21  | 5 dez 1999  | Socorro             | LINEAR          | —         | MPC                           |
| 92086       | 1999 XG23  | 6 dez 1999  | Socorro             | LINEAR          | —         | MPC                           |
| 92087       | 1999 XL23  | 6 dez 1999  | Socorro             | LINEAR          | Brangane  | MPC                           |
| 92088       | 1999 XW23  | 6 dez 1999  | Socorro             | LINEAR          | —         | MPC                           |
| 92089       | 1999 XJ24  | 6 dez 1999  | Socorro             | LINEAR          | —         | MPC                           |
| 92090       | 1999 XZ26  | 6 dez 1999  | Socorro             | LINEAR          | —         | MPC                           |
| 92091       | 1999 XL28  | 6 dez 1999  | Socorro             | LINEAR          | —         | MPC                           |
| 92092       | 1999 XM28  | 6 dez 1999  | Socorro             | LINEAR          | —         | MPC                           |
| 92093       | 1999 XD29  | 6 dez 1999  | Socorro             | LINEAR          | —         | MPC                           |
| 92094       | 1999 XN29  | 6 dez 1999  | Socorro             | LINEAR          | —         | MPC                           |
| 92095       | 1999 XP30  | 6 dez 1999  | Socorro             | LINEAR          | —         | MPC                           |
| 92096       | 1999 XJ33  | 6 dez 1999  | Socorro             | LINEAR          | —         | MPC                           |
| 92097 Aidai | 1999 XX37  | 3 dez 1999  | Kuma Kogen          | A. Nakamura     | —         | MPC                           |
| 92098       | 1999 XS40  | 7 dez 1999  | Socorro             | LINEAR          | —         | MPC                           |
| 92099       | 1999 XJ41  | 7 dez 1999  | Socorro             | LINEAR          | Brangane  | MPC                           |
| 92100       | 1999 XR43  | 7 dez 1999  | Socorro             | LINEAR          | —         | MPC                           |

## 92101–92200
| Designação | Designação | Descoberta  | Descoberta    | Descobridor(es)   | Categoria | Mais informações / Referência |
| Permanente | Provisória | Data        | Local         | Descobridor(es)   | Categoria | Mais informações / Referência |
| ---------- | ---------- | ----------- | ------------- | ----------------- | --------- | ----------------------------- |
| 92101      | 1999 XY46  | 7 dez 1999  | Socorro       | LINEAR            | —         | MPC                           |
| 92102      | 1999 XO47  | 7 dez 1999  | Socorro       | LINEAR            | —         | MPC                           |
| 92103      | 1999 XX49  | 7 dez 1999  | Socorro       | LINEAR            | —         | MPC                           |
| 92104      | 1999 XA53  | 7 dez 1999  | Socorro       | LINEAR            | —         | MPC                           |
| 92105      | 1999 XB54  | 7 dez 1999  | Socorro       | LINEAR            | —         | MPC                           |
| 92106      | 1999 XH55  | 7 dez 1999  | Socorro       | LINEAR            | —         | MPC                           |
| 92107      | 1999 XH56  | 7 dez 1999  | Socorro       | LINEAR            | —         | MPC                           |
| 92108      | 1999 XO56  | 7 dez 1999  | Socorro       | LINEAR            | —         | MPC                           |
| 92109      | 1999 XV57  | 7 dez 1999  | Socorro       | LINEAR            | —         | MPC                           |
| 92110      | 1999 XM62  | 7 dez 1999  | Socorro       | LINEAR            | —         | MPC                           |
| 92111      | 1999 XU64  | 7 dez 1999  | Socorro       | LINEAR            | —         | MPC                           |
| 92112      | 1999 XY69  | 7 dez 1999  | Socorro       | LINEAR            | —         | MPC                           |
| 92113      | 1999 XE73  | 7 dez 1999  | Socorro       | LINEAR            | —         | MPC                           |
| 92114      | 1999 XP73  | 7 dez 1999  | Socorro       | LINEAR            | —         | MPC                           |
| 92115      | 1999 XD74  | 7 dez 1999  | Socorro       | LINEAR            | —         | MPC                           |
| 92116      | 1999 XU75  | 7 dez 1999  | Socorro       | LINEAR            | —         | MPC                           |
| 92117      | 1999 XD78  | 7 dez 1999  | Socorro       | LINEAR            | —         | MPC                           |
| 92118      | 1999 XK81  | 7 dez 1999  | Socorro       | LINEAR            | —         | MPC                           |
| 92119      | 1999 XW81  | 7 dez 1999  | Socorro       | LINEAR            | —         | MPC                           |
| 92120      | 1999 XV84  | 7 dez 1999  | Socorro       | LINEAR            | —         | MPC                           |
| 92121      | 1999 XN87  | 7 dez 1999  | Socorro       | LINEAR            | Eunomia   | MPC                           |
| 92122      | 1999 XT96  | 7 dez 1999  | Socorro       | LINEAR            | —         | MPC                           |
| 92123      | 1999 XR97  | 7 dez 1999  | Socorro       | LINEAR            | —         | MPC                           |
| 92124      | 1999 XE104 | 7 dez 1999  | Campo Catino  | Campo Catino Obs. | —         | MPC                           |
| 92125      | 1999 XP105 | 10 dez 1999 | Oohira        | N. Kawasato       | —         | MPC                           |
| 92126      | 1999 XX106 | 4 dez 1999  | Catalina      | CSS               | —         | MPC                           |
| 92127      | 1999 XE107 | 4 dez 1999  | Catalina      | CSS               | —         | MPC                           |
| 92128      | 1999 XL107 | 4 dez 1999  | Catalina      | CSS               | —         | MPC                           |
| 92129      | 1999 XP107 | 4 dez 1999  | Catalina      | CSS               | Ursula    | MPC                           |
| 92130      | 1999 XQ107 | 4 dez 1999  | Catalina      | CSS               | Brangane  | MPC                           |
| 92131      | 1999 XT107 | 4 dez 1999  | Catalina      | CSS               | —         | MPC                           |
| 92132      | 1999 XK109 | 4 dez 1999  | Catalina      | CSS               | Brangane  | MPC                           |
| 92133      | 1999 XL109 | 4 dez 1999  | Catalina      | CSS               | —         | MPC                           |
| 92134      | 1999 XX111 | 7 dez 1999  | Socorro       | LINEAR            | —         | MPC                           |
| 92135      | 1999 XR112 | 11 dez 1999 | Socorro       | LINEAR            | —         | MPC                           |
| 92136      | 1999 XT112 | 11 dez 1999 | Socorro       | LINEAR            | —         | MPC                           |
| 92137      | 1999 XA113 | 11 dez 1999 | Socorro       | LINEAR            | —         | MPC                           |
| 92138      | 1999 XK113 | 11 dez 1999 | Socorro       | LINEAR            | —         | MPC                           |
| 92139      | 1999 XF114 | 11 dez 1999 | Socorro       | LINEAR            | —         | MPC                           |
| 92140      | 1999 XR114 | 11 dez 1999 | Socorro       | LINEAR            | —         | MPC                           |
| 92141      | 1999 XQ115 | 5 dez 1999  | Catalina      | CSS               | Brangane  | MPC                           |
| 92142      | 1999 XG116 | 5 dez 1999  | Catalina      | CSS               | —         | MPC                           |
| 92143      | 1999 XN116 | 5 dez 1999  | Catalina      | CSS               | —         | MPC                           |
| 92144      | 1999 XS117 | 5 dez 1999  | Catalina      | CSS               | Ursula    | MPC                           |
| 92145      | 1999 XE121 | 5 dez 1999  | Catalina      | CSS               | —         | MPC                           |
| 92146      | 1999 XF122 | 7 dez 1999  | Catalina      | CSS               | —         | MPC                           |
| 92147      | 1999 XH122 | 7 dez 1999  | Catalina      | CSS               | —         | MPC                           |
| 92148      | 1999 XU123 | 7 dez 1999  | Catalina      | CSS               | —         | MPC                           |
| 92149      | 1999 XN124 | 7 dez 1999  | Catalina      | CSS               | Brangane  | MPC                           |
| 92150      | 1999 XQ124 | 7 dez 1999  | Catalina      | CSS               | —         | MPC                           |
| 92151      | 1999 XF130 | 12 dez 1999 | Socorro       | LINEAR            | —         | MPC                           |
| 92152      | 1999 XB132 | 12 dez 1999 | Socorro       | LINEAR            | —         | MPC                           |
| 92153      | 1999 XM133 | 12 dez 1999 | Socorro       | LINEAR            | —         | MPC                           |
| 92154      | 1999 XD136 | 13 dez 1999 | Socorro       | LINEAR            | Juno      | MPC                           |
| 92155      | 1999 XU137 | 11 dez 1999 | Uccle         | T. Pauwels        | —         | MPC                           |
| 92156      | 1999 XS139 | 2 dez 1999  | Kitt Peak     | Spacewatch        | —         | MPC                           |
| 92157      | 1999 XC141 | 3 dez 1999  | Kitt Peak     | Spacewatch        | —         | MPC                           |
| 92158      | 1999 XW141 | 10 dez 1999 | Socorro       | LINEAR            | —         | MPC                           |
| 92159      | 1999 XB142 | 12 dez 1999 | Socorro       | LINEAR            | Juno      | MPC                           |
| 92160      | 1999 XO144 | 15 dez 1999 | Oohira        | T. Urata          | —         | MPC                           |
| 92161      | 1999 XV144 | 6 dez 1999  | Kitt Peak     | Spacewatch        | —         | MPC                           |
| 92162      | 1999 XG151 | 9 dez 1999  | Anderson Mesa | LONEOS            | Brangane  | MPC                           |
| 92163      | 1999 XD153 | 7 dez 1999  | Socorro       | LINEAR            | —         | MPC                           |
| 92164      | 1999 XK153 | 7 dez 1999  | Socorro       | LINEAR            | Brangane  | MPC                           |
| 92165      | 1999 XW160 | 8 dez 1999  | Socorro       | LINEAR            | Ursula    | MPC                           |
| 92166      | 1999 XK162 | 13 dez 1999 | Socorro       | LINEAR            | Juno      | MPC                           |
| 92167      | 1999 XG166 | 10 dez 1999 | Socorro       | LINEAR            | Brangane  | MPC                           |
| 92168      | 1999 XV168 | 10 dez 1999 | Socorro       | LINEAR            | —         | MPC                           |
| 92169      | 1999 XN181 | 12 dez 1999 | Socorro       | LINEAR            | —         | MPC                           |
| 92170      | 1999 XU183 | 12 dez 1999 | Socorro       | LINEAR            | —         | MPC                           |
| 92171      | 1999 XC184 | 12 dez 1999 | Socorro       | LINEAR            | —         | MPC                           |
| 92172      | 1999 XJ185 | 12 dez 1999 | Socorro       | LINEAR            | —         | MPC                           |
| 92173      | 1999 XM185 | 12 dez 1999 | Socorro       | LINEAR            | —         | MPC                           |
| 92174      | 1999 XZ189 | 12 dez 1999 | Socorro       | LINEAR            | —         | MPC                           |
| 92175      | 1999 XP191 | 12 dez 1999 | Socorro       | LINEAR            | —         | MPC                           |
| 92176      | 1999 XG194 | 12 dez 1999 | Socorro       | LINEAR            | —         | MPC                           |
| 92177      | 1999 XC196 | 12 dez 1999 | Socorro       | LINEAR            | —         | MPC                           |
| 92178      | 1999 XQ196 | 12 dez 1999 | Socorro       | LINEAR            | —         | MPC                           |
| 92179      | 1999 XC200 | 12 dez 1999 | Socorro       | LINEAR            | —         | MPC                           |
| 92180      | 1999 XO200 | 12 dez 1999 | Socorro       | LINEAR            | Brangane  | MPC                           |
| 92181      | 1999 XU202 | 12 dez 1999 | Socorro       | LINEAR            | —         | MPC                           |
| 92182      | 1999 XG203 | 12 dez 1999 | Socorro       | LINEAR            | —         | MPC                           |
| 92183      | 1999 XE204 | 12 dez 1999 | Socorro       | LINEAR            | —         | MPC                           |
| 92184      | 1999 XK204 | 12 dez 1999 | Socorro       | LINEAR            | —         | MPC                           |
| 92185      | 1999 XM204 | 12 dez 1999 | Socorro       | LINEAR            | —         | MPC                           |
| 92186      | 1999 XP209 | 13 dez 1999 | Socorro       | LINEAR            | —         | MPC                           |
| 92187      | 1999 XB212 | 13 dez 1999 | Socorro       | LINEAR            | —         | MPC                           |
| 92188      | 1999 XC213 | 14 dez 1999 | Socorro       | LINEAR            | Ursula    | MPC                           |
| 92189      | 1999 XM214 | 14 dez 1999 | Socorro       | LINEAR            | —         | MPC                           |
| 92190      | 1999 XY215 | 13 dez 1999 | Kitt Peak     | Spacewatch        | —         | MPC                           |
| 92191      | 1999 XO222 | 15 dez 1999 | Socorro       | LINEAR            | Ursula    | MPC                           |
| 92192      | 1999 XY227 | 15 dez 1999 | Socorro       | LINEAR            | —         | MPC                           |
| 92193      | 1999 XG230 | 7 dez 1999  | Anderson Mesa | LONEOS            | —         | MPC                           |
| 92194      | 1999 XK230 | 7 dez 1999  | Anderson Mesa | LONEOS            | —         | MPC                           |
| 92195      | 1999 XP230 | 7 dez 1999  | Anderson Mesa | LONEOS            | Ursula    | MPC                           |
| 92196      | 1999 XX233 | 4 dez 1999  | Anderson Mesa | LONEOS            | —         | MPC                           |
| 92197      | 1999 XA234 | 4 dez 1999  | Anderson Mesa | LONEOS            | —         | MPC                           |
| 92198      | 1999 XH239 | 7 dez 1999  | Catalina      | CSS               | —         | MPC                           |
| 92199      | 1999 XE240 | 7 dez 1999  | Catalina      | CSS               | —         | MPC                           |
| 92200      | 1999 XK241 | 12 dez 1999 | Catalina      | CSS               | —         | MPC                           |

## 92201–92300
| Designação      | Designação | Descoberta  | Descoberta          | Descobridor(es) | Categoria | Mais informações / Referência |
| Permanente      | Provisória | Data        | Local               | Descobridor(es) | Categoria | Mais informações / Referência |
| --------------- | ---------- | ----------- | ------------------- | --------------- | --------- | ----------------------------- |
| 92201           | 1999 XU242 | 13 dez 1999 | Socorro             | LINEAR          | —         | MPC                           |
| 92202           | 1999 XU247 | 6 dez 1999  | Socorro             | LINEAR          | Brangane  | MPC                           |
| 92203           | 1999 XT251 | 9 dez 1999  | Kitt Peak           | Spacewatch      | —         | MPC                           |
| 92204           | 1999 XZ251 | 9 dez 1999  | Kitt Peak           | Spacewatch      | —         | MPC                           |
| 92205           | 1999 YP    | 16 dez 1999 | Socorro             | LINEAR          | Juno      | MPC                           |
| 92206           | 1999 YJ6   | 30 dez 1999 | Socorro             | LINEAR          | —         | MPC                           |
| 92207           | 1999 YU6   | 30 dez 1999 | Socorro             | LINEAR          | —         | MPC                           |
| 92208           | 1999 YO17  | 31 dez 1999 | Socorro             | LINEAR          | Ursula    | MPC                           |
| 92209 Pingtang  | 1999 YS17  | 26 dez 1999 | Xinglong            | SCAP            | —         | MPC                           |
| 92210           | 2000 AH2   | 3 jan 2000  | Oizumi              | T. Kobayashi    | —         | MPC                           |
| 92211           | 2000 AO3   | 2 jan 2000  | Socorro             | LINEAR          | —         | MPC                           |
| 92212           | 2000 AQ5   | 2 jan 2000  | Kitt Peak           | Spacewatch      | Ursula    | MPC                           |
| 92213 Kalina    | 2000 AQ6   | 5 jan 2000  | Kleť                | M. Tichý        | —         | MPC                           |
| 92214           | 2000 AX6   | 2 jan 2000  | Socorro             | LINEAR          | —         | MPC                           |
| 92215           | 2000 AM10  | 3 jan 2000  | Socorro             | LINEAR          | —         | MPC                           |
| 92216           | 2000 AX10  | 3 jan 2000  | Socorro             | LINEAR          | —         | MPC                           |
| 92217           | 2000 AD12  | 3 jan 2000  | Socorro             | LINEAR          | —         | MPC                           |
| 92218           | 2000 AT20  | 3 jan 2000  | Socorro             | LINEAR          | —         | MPC                           |
| 92219           | 2000 AA26  | 3 jan 2000  | Socorro             | LINEAR          | —         | MPC                           |
| 92220           | 2000 AH43  | 5 jan 2000  | Socorro             | LINEAR          | Juno      | MPC                           |
| 92221           | 2000 AJ44  | 5 jan 2000  | Kitt Peak           | Spacewatch      | —         | MPC                           |
| 92222           | 2000 AP48  | 3 jan 2000  | Socorro             | LINEAR          | Juno      | MPC                           |
| 92223           | 2000 AN82  | 5 jan 2000  | Socorro             | LINEAR          | —         | MPC                           |
| 92224           | 2000 AR87  | 5 jan 2000  | Socorro             | LINEAR          | —         | MPC                           |
| 92225           | 2000 AX87  | 5 jan 2000  | Socorro             | LINEAR          | —         | MPC                           |
| 92226           | 2000 AZ92  | 3 jan 2000  | Socorro             | LINEAR          | —         | MPC                           |
| 92227           | 2000 AU95  | 4 jan 2000  | Socorro             | LINEAR          | Juno      | MPC                           |
| 92228           | 2000 AT98  | 5 jan 2000  | Socorro             | LINEAR          | —         | MPC                           |
| 92229           | 2000 AM99  | 5 jan 2000  | Socorro             | LINEAR          | —         | MPC                           |
| 92230           | 2000 AD100 | 5 jan 2000  | Socorro             | LINEAR          | —         | MPC                           |
| 92231           | 2000 AT101 | 5 jan 2000  | Socorro             | LINEAR          | —         | MPC                           |
| 92232           | 2000 AS102 | 5 jan 2000  | Socorro             | LINEAR          | —         | MPC                           |
| 92233           | 2000 AU102 | 5 jan 2000  | Socorro             | LINEAR          | —         | MPC                           |
| 92234           | 2000 AV103 | 5 jan 2000  | Socorro             | LINEAR          | —         | MPC                           |
| 92235           | 2000 AK104 | 5 jan 2000  | Socorro             | LINEAR          | Ursula    | MPC                           |
| 92236           | 2000 AM112 | 5 jan 2000  | Socorro             | LINEAR          | —         | MPC                           |
| 92237           | 2000 AO120 | 5 jan 2000  | Socorro             | LINEAR          | —         | MPC                           |
| 92238           | 2000 AM131 | 2 jan 2000  | Socorro             | LINEAR          | Brangane  | MPC                           |
| 92239           | 2000 AA139 | 5 jan 2000  | Socorro             | LINEAR          | —         | MPC                           |
| 92240           | 2000 AM146 | 7 jan 2000  | Socorro             | LINEAR          | Juno      | MPC                           |
| 92241           | 2000 AK148 | 6 jan 2000  | Socorro             | LINEAR          | —         | MPC                           |
| 92242           | 2000 AO148 | 7 jan 2000  | Socorro             | LINEAR          | Eos       | MPC                           |
| 92243           | 2000 AP148 | 7 jan 2000  | Socorro             | LINEAR          | —         | MPC                           |
| 92244           | 2000 AR148 | 7 jan 2000  | Socorro             | LINEAR          | —         | MPC                           |
| 92245           | 2000 AY149 | 7 jan 2000  | Socorro             | LINEAR          | —         | MPC                           |
| 92246           | 2000 AQ153 | 2 jan 2000  | Socorro             | LINEAR          | —         | MPC                           |
| 92247           | 2000 AY153 | 2 jan 2000  | Socorro             | LINEAR          | —         | MPC                           |
| 92248           | 2000 AM154 | 2 jan 2000  | Socorro             | LINEAR          | —         | MPC                           |
| 92249           | 2000 AN170 | 7 jan 2000  | Socorro             | LINEAR          | —         | MPC                           |
| 92250           | 2000 AJ186 | 8 jan 2000  | Socorro             | LINEAR          | —         | MPC                           |
| 92251           | 2000 AF187 | 8 jan 2000  | Socorro             | LINEAR          | —         | MPC                           |
| 92252           | 2000 AQ187 | 8 jan 2000  | Socorro             | LINEAR          | —         | MPC                           |
| 92253           | 2000 AH189 | 8 jan 2000  | Socorro             | LINEAR          | —         | MPC                           |
| 92254           | 2000 AG199 | 9 jan 2000  | Socorro             | LINEAR          | —         | MPC                           |
| 92255           | 2000 AU199 | 9 jan 2000  | Socorro             | LINEAR          | —         | MPC                           |
| 92256           | 2000 AX200 | 9 jan 2000  | Socorro             | LINEAR          | —         | MPC                           |
| 92257           | 2000 AS233 | 5 jan 2000  | Socorro             | LINEAR          | —         | MPC                           |
| 92258           | 2000 AF245 | 9 jan 2000  | Socorro             | LINEAR          | —         | MPC                           |
| 92259           | 2000 AG245 | 9 jan 2000  | Socorro             | LINEAR          | —         | MPC                           |
| 92260           | 2000 BX4   | 21 jan 2000 | Socorro             | LINEAR          | —         | MPC                           |
| 92261           | 2000 BY5   | 28 jan 2000 | Socorro             | LINEAR          | —         | MPC                           |
| 92262           | 2000 BZ14  | 31 jan 2000 | Oizumi              | T. Kobayashi    | —         | MPC                           |
| 92263           | 2000 BC17  | 30 jan 2000 | Socorro             | LINEAR          | —         | MPC                           |
| 92264           | 2000 BW18  | 29 jan 2000 | Socorro             | LINEAR          | Juno      | MPC                           |
| 92265           | 2000 BO22  | 26 jan 2000 | Farra d'Isonzo      | Farra d'Isonzo  | —         | MPC                           |
| 92266           | 2000 BX24  | 29 jan 2000 | Socorro             | LINEAR          | Juno      | MPC                           |
| 92267           | 2000 BK26  | 30 jan 2000 | Socorro             | LINEAR          | —         | MPC                           |
| 92268           | 2000 BJ49  | 27 jan 2000 | Kitt Peak           | Spacewatch      | —         | MPC                           |
| 92269           | 2000 CM2   | 2 fev 2000  | Oizumi              | T. Kobayashi    | —         | MPC                           |
| 92270           | 2000 CU29  | 2 fev 2000  | Socorro             | LINEAR          | —         | MPC                           |
| 92271           | 2000 CS39  | 2 fev 2000  | Socorro             | LINEAR          | —         | MPC                           |
| 92272           | 2000 CB54  | 2 fev 2000  | Socorro             | LINEAR          | —         | MPC                           |
| 92273           | 2000 CQ81  | 4 fev 2000  | Socorro             | LINEAR          | —         | MPC                           |
| 92274           | 2000 CO86  | 4 fev 2000  | Socorro             | LINEAR          | —         | MPC                           |
| 92275           | 2000 CS89  | 4 fev 2000  | Socorro             | LINEAR          | —         | MPC                           |
| 92276           | 2000 CC100 | 10 fev 2000 | Kitt Peak           | Spacewatch      | —         | MPC                           |
| 92277           | 2000 CT108 | 5 fev 2000  | Catalina            | CSS             | —         | MPC                           |
| 92278           | 2000 CB110 | 5 fev 2000  | Kitt Peak           | M. W. Buie      | —         | MPC                           |
| 92279 Bindiluca | 2000 DG    | 22 fev 2000 | San Marcello        | L. Tesi         | —         | MPC                           |
| 92280           | 2000 DT5   | 25 fev 2000 | Socorro             | LINEAR          | —         | MPC                           |
| 92281           | 2000 DS8   | 29 fev 2000 | Prescott            | P. G. Comba     | Pallas    | MPC                           |
| 92282           | 2000 DP32  | 29 fev 2000 | Socorro             | LINEAR          | —         | MPC                           |
| 92283           | 2000 DC45  | 29 fev 2000 | Socorro             | LINEAR          | Juno      | MPC                           |
| 92284           | 2000 DV76  | 29 fev 2000 | Socorro             | LINEAR          | Juno      | MPC                           |
| 92285           | 2000 EW    | 3 mar 2000  | Višnjan Observatory | K. Korlević     | —         | MPC                           |
| 92286           | 2000 EP7   | 3 mar 2000  | Kitt Peak           | Spacewatch      | —         | MPC                           |
| 92287           | 2000 EX14  | 4 mar 2000  | Socorro             | LINEAR          | —         | MPC                           |
| 92288           | 2000 ER43  | 8 mar 2000  | Socorro             | LINEAR          | —         | MPC                           |
| 92289           | 2000 EH49  | 9 mar 2000  | Socorro             | LINEAR          | —         | MPC                           |
| 92290           | 2000 EZ62  | 10 mar 2000 | Socorro             | LINEAR          | —         | MPC                           |
| 92291           | 2000 EZ85  | 8 mar 2000  | Socorro             | LINEAR          | —         | MPC                           |
| 92292           | 2000 EL88  | 9 mar 2000  | Socorro             | LINEAR          | Juno      | MPC                           |
| 92293           | 2000 EX105 | 11 mar 2000 | Anderson Mesa       | LONEOS          | —         | MPC                           |
| 92294           | 2000 EV112 | 9 mar 2000  | Socorro             | LINEAR          | —         | MPC                           |
| 92295           | 2000 EG113 | 9 mar 2000  | Socorro             | LINEAR          | —         | MPC                           |
| 92296           | 2000 EJ139 | 11 mar 2000 | Socorro             | LINEAR          | —         | MPC                           |
| 92297 Monrad    | 2000 EL156 | 10 mar 2000 | Catalina            | CSS             | —         | MPC                           |
| 92298           | 2000 EE165 | 3 mar 2000  | Socorro             | LINEAR          | —         | MPC                           |
| 92299           | 2000 EB170 | 5 mar 2000  | Socorro             | LINEAR          | —         | MPC                           |
| 92300 Hagelin   | 2000 ET198 | 1 mar 2000  | Catalina            | CSS             | —         | MPC                           |

## 92301–92400
| Designação     | Designação | Descoberta  | Descoberta    | Descobridor(es)        | Categoria | Mais informações / Referência |
| Permanente     | Provisória | Data        | Local         | Descobridor(es)        | Categoria | Mais informações / Referência |
| -------------- | ---------- | ----------- | ------------- | ---------------------- | --------- | ----------------------------- |
| 92301          | 2000 FG    | 25 mar 2000 | Prescott      | P. G. Comba            | —         | MPC                           |
| 92302          | 2000 FA11  | 27 mar 2000 | Socorro       | LINEAR                 | Juno      | MPC                           |
| 92303          | 2000 FP15  | 28 mar 2000 | Socorro       | LINEAR                 | —         | MPC                           |
| 92304          | 2000 FJ16  | 28 mar 2000 | Socorro       | LINEAR                 | —         | MPC                           |
| 92305          | 2000 FB25  | 29 mar 2000 | Socorro       | LINEAR                 | —         | MPC                           |
| 92306          | 2000 FL28  | 27 mar 2000 | Anderson Mesa | LONEOS                 | —         | MPC                           |
| 92307          | 2000 FR40  | 29 mar 2000 | Socorro       | LINEAR                 | —         | MPC                           |
| 92308          | 2000 FM41  | 29 mar 2000 | Socorro       | LINEAR                 | —         | MPC                           |
| 92309          | 2000 FV43  | 29 mar 2000 | Socorro       | LINEAR                 | —         | MPC                           |
| 92310          | 2000 FX43  | 29 mar 2000 | Socorro       | LINEAR                 | —         | MPC                           |
| 92311          | 2000 FQ45  | 29 mar 2000 | Socorro       | LINEAR                 | —         | MPC                           |
| 92312          | 2000 FJ46  | 29 mar 2000 | Socorro       | LINEAR                 | —         | MPC                           |
| 92313          | 2000 FY46  | 29 mar 2000 | Socorro       | LINEAR                 | —         | MPC                           |
| 92314          | 2000 GV1   | 3 abr 2000  | Reedy Creek   | J. Broughton           | —         | MPC                           |
| 92315          | 2000 GW4   | 7 abr 2000  | Socorro       | LINEAR                 | —         | MPC                           |
| 92316          | 2000 GX6   | 4 abr 2000  | Socorro       | LINEAR                 | —         | MPC                           |
| 92317          | 2000 GG19  | 5 abr 2000  | Socorro       | LINEAR                 | —         | MPC                           |
| 92318          | 2000 GW25  | 5 abr 2000  | Socorro       | LINEAR                 | —         | MPC                           |
| 92319          | 2000 GT26  | 5 abr 2000  | Socorro       | LINEAR                 | —         | MPC                           |
| 92320          | 2000 GU26  | 5 abr 2000  | Socorro       | LINEAR                 | —         | MPC                           |
| 92321          | 2000 GN31  | 5 abr 2000  | Socorro       | LINEAR                 | —         | MPC                           |
| 92322          | 2000 GC39  | 5 abr 2000  | Socorro       | LINEAR                 | —         | MPC                           |
| 92323          | 2000 GK46  | 5 abr 2000  | Socorro       | LINEAR                 | —         | MPC                           |
| 92324          | 2000 GE49  | 5 abr 2000  | Socorro       | LINEAR                 | —         | MPC                           |
| 92325          | 2000 GY50  | 5 abr 2000  | Socorro       | LINEAR                 | —         | MPC                           |
| 92326          | 2000 GS53  | 5 abr 2000  | Socorro       | LINEAR                 | Juno      | MPC                           |
| 92327          | 2000 GS55  | 5 abr 2000  | Socorro       | LINEAR                 | —         | MPC                           |
| 92328          | 2000 GW60  | 5 abr 2000  | Socorro       | LINEAR                 | —         | MPC                           |
| 92329          | 2000 GZ64  | 5 abr 2000  | Socorro       | LINEAR                 | —         | MPC                           |
| 92330          | 2000 GY66  | 5 abr 2000  | Socorro       | LINEAR                 | —         | MPC                           |
| 92331          | 2000 GV68  | 5 abr 2000  | Socorro       | LINEAR                 | —         | MPC                           |
| 92332          | 2000 GM71  | 5 abr 2000  | Socorro       | LINEAR                 | —         | MPC                           |
| 92333          | 2000 GF72  | 5 abr 2000  | Socorro       | LINEAR                 | —         | MPC                           |
| 92334          | 2000 GJ78  | 5 abr 2000  | Socorro       | LINEAR                 | —         | MPC                           |
| 92335          | 2000 GS80  | 6 abr 2000  | Socorro       | LINEAR                 | —         | MPC                           |
| 92336          | 2000 GY81  | 7 abr 2000  | Socorro       | LINEAR                 | Juno      | MPC                           |
| 92337          | 2000 GG96  | 6 abr 2000  | Socorro       | LINEAR                 | —         | MPC                           |
| 92338          | 2000 GH96  | 6 abr 2000  | Socorro       | LINEAR                 | —         | MPC                           |
| 92339          | 2000 GV99  | 7 abr 2000  | Socorro       | LINEAR                 | —         | MPC                           |
| 92340          | 2000 GC109 | 7 abr 2000  | Socorro       | LINEAR                 | —         | MPC                           |
| 92341          | 2000 GO110 | 2 abr 2000  | Anderson Mesa | LONEOS                 | —         | MPC                           |
| 92342          | 2000 GT136 | 12 abr 2000 | Socorro       | LINEAR                 | —         | MPC                           |
| 92343          | 2000 GT141 | 7 abr 2000  | Anderson Mesa | LONEOS                 | —         | MPC                           |
| 92344          | 2000 GP147 | 4 abr 2000  | Anderson Mesa | LONEOS                 | Juno      | MPC                           |
| 92345          | 2000 GF158 | 7 abr 2000  | Anderson Mesa | LONEOS                 | —         | MPC                           |
| 92346          | 2000 GP159 | 7 abr 2000  | Socorro       | LINEAR                 | —         | MPC                           |
| 92347          | 2000 GV160 | 7 abr 2000  | Anderson Mesa | LONEOS                 | —         | MPC                           |
| 92348          | 2000 GH168 | 4 abr 2000  | Anderson Mesa | LONEOS                 | —         | MPC                           |
| 92349          | 2000 HG4   | 26 abr 2000 | Kitt Peak     | Spacewatch             | —         | MPC                           |
| 92350          | 2000 HK5   | 28 abr 2000 | Prescott      | P. G. Comba            | —         | MPC                           |
| 92351          | 2000 HA7   | 24 abr 2000 | Kitt Peak     | Spacewatch             | —         | MPC                           |
| 92352          | 2000 HT11  | 28 abr 2000 | Socorro       | LINEAR                 | —         | MPC                           |
| 92353          | 2000 HL14  | 27 abr 2000 | Socorro       | LINEAR                 | —         | MPC                           |
| 92354          | 2000 HR14  | 29 abr 2000 | Prescott      | P. G. Comba            | —         | MPC                           |
| 92355          | 2000 HV14  | 27 abr 2000 | Socorro       | LINEAR                 | —         | MPC                           |
| 92356          | 2000 HW14  | 27 abr 2000 | Socorro       | LINEAR                 | —         | MPC                           |
| 92357          | 2000 HY21  | 28 abr 2000 | Socorro       | LINEAR                 | —         | MPC                           |
| 92358          | 2000 HE23  | 30 abr 2000 | Socorro       | LINEAR                 | —         | MPC                           |
| 92359          | 2000 HC24  | 29 abr 2000 | Socorro       | LINEAR                 | —         | MPC                           |
| 92360          | 2000 HW24  | 24 abr 2000 | Anderson Mesa | LONEOS                 | —         | MPC                           |
| 92361          | 2000 HS28  | 29 abr 2000 | Socorro       | LINEAR                 | —         | MPC                           |
| 92362          | 2000 HY29  | 28 abr 2000 | Socorro       | LINEAR                 | —         | MPC                           |
| 92363          | 2000 HO31  | 29 abr 2000 | Socorro       | LINEAR                 | —         | MPC                           |
| 92364          | 2000 HN32  | 29 abr 2000 | Socorro       | LINEAR                 | —         | MPC                           |
| 92365          | 2000 HP32  | 29 abr 2000 | Socorro       | LINEAR                 | —         | MPC                           |
| 92366          | 2000 HL41  | 28 abr 2000 | Socorro       | LINEAR                 | —         | MPC                           |
| 92367          | 2000 HF42  | 29 abr 2000 | Socorro       | LINEAR                 | —         | MPC                           |
| 92368          | 2000 HC47  | 29 abr 2000 | Socorro       | LINEAR                 | —         | MPC                           |
| 92369          | 2000 HC48  | 29 abr 2000 | Socorro       | LINEAR                 | —         | MPC                           |
| 92370          | 2000 HP50  | 29 abr 2000 | Socorro       | LINEAR                 | —         | MPC                           |
| 92371          | 2000 HQ50  | 29 abr 2000 | Socorro       | LINEAR                 | —         | MPC                           |
| 92372          | 2000 HP52  | 29 abr 2000 | Socorro       | LINEAR                 | —         | MPC                           |
| 92373          | 2000 HR52  | 29 abr 2000 | Socorro       | LINEAR                 | —         | MPC                           |
| 92374          | 2000 HX53  | 29 abr 2000 | Socorro       | LINEAR                 | —         | MPC                           |
| 92375          | 2000 HP55  | 24 abr 2000 | Anderson Mesa | LONEOS                 | —         | MPC                           |
| 92376          | 2000 HH58  | 24 abr 2000 | Kitt Peak     | Spacewatch             | —         | MPC                           |
| 92377          | 2000 HX58  | 25 abr 2000 | Anderson Mesa | LONEOS                 | —         | MPC                           |
| 92378          | 2000 HA60  | 25 abr 2000 | Anderson Mesa | LONEOS                 | —         | MPC                           |
| 92379          | 2000 HO68  | 28 abr 2000 | Kitt Peak     | Spacewatch             | —         | MPC                           |
| 92380          | 2000 HS68  | 28 abr 2000 | Kitt Peak     | Spacewatch             | —         | MPC                           |
| 92381          | 2000 HT69  | 26 abr 2000 | Anderson Mesa | LONEOS                 | —         | MPC                           |
| 92382          | 2000 HT72  | 26 abr 2000 | Kitt Peak     | Spacewatch             | —         | MPC                           |
| 92383          | 2000 HE75  | 27 abr 2000 | Socorro       | LINEAR                 | —         | MPC                           |
| 92384          | 2000 HS75  | 27 abr 2000 | Socorro       | LINEAR                 | —         | MPC                           |
| 92385          | 2000 HL81  | 29 abr 2000 | Socorro       | LINEAR                 | —         | MPC                           |
| 92386          | 2000 HG87  | 30 abr 2000 | Haleakalā     | NEAT                   | —         | MPC                           |
| 92387          | 2000 HA93  | 29 abr 2000 | Socorro       | LINEAR                 | —         | MPC                           |
| 92388          | 2000 JP    | 1 mai 2000  | Socorro       | LINEAR                 | —         | MPC                           |
| 92389 Gretskij | 2000 JZ3   | 3 mai 2000  | Ondřejov      | P. Pravec, P. Kušnirák | —         | MPC                           |
| 92390          | 2000 JU5   | 1 mai 2000  | Socorro       | LINEAR                 | —         | MPC                           |
| 92391          | 2000 JE7   | 1 mai 2000  | Haleakalā     | NEAT                   | —         | MPC                           |
| 92392          | 2000 JL9   | 3 mai 2000  | Socorro       | LINEAR                 | —         | MPC                           |
| 92393          | 2000 JX12  | 9 mai 2000  | Socorro       | LINEAR                 | —         | MPC                           |
| 92394          | 2000 JW17  | 6 mai 2000  | Socorro       | LINEAR                 | —         | MPC                           |
| 92395          | 2000 JK20  | 6 mai 2000  | Socorro       | LINEAR                 | —         | MPC                           |
| 92396          | 2000 JM21  | 6 mai 2000  | Socorro       | LINEAR                 | —         | MPC                           |
| 92397          | 2000 JV21  | 6 mai 2000  | Socorro       | LINEAR                 | —         | MPC                           |
| 92398          | 2000 JM23  | 7 mai 2000  | Socorro       | LINEAR                 | —         | MPC                           |
| 92399          | 2000 JH24  | 7 mai 2000  | Socorro       | LINEAR                 | —         | MPC                           |
| 92400          | 2000 JF25  | 7 mai 2000  | Socorro       | LINEAR                 | —         | MPC                           |

## 92401–92500
| Designação | Designação | Descoberta  | Descoberta    | Descobridor(es) | Categoria | Mais informações / Referência |
| Permanente | Provisória | Data        | Local         | Descobridor(es) | Categoria | Mais informações / Referência |
| ---------- | ---------- | ----------- | ------------- | --------------- | --------- | ----------------------------- |
| 92401      | 2000 JL25  | 7 mai 2000  | Socorro       | LINEAR          | —         | MPC                           |
| 92402      | 2000 JC28  | 7 mai 2000  | Socorro       | LINEAR          | —         | MPC                           |
| 92403      | 2000 JX28  | 7 mai 2000  | Socorro       | LINEAR          | —         | MPC                           |
| 92404      | 2000 JB29  | 7 mai 2000  | Socorro       | LINEAR          | —         | MPC                           |
| 92405      | 2000 JH32  | 7 mai 2000  | Socorro       | LINEAR          | —         | MPC                           |
| 92406      | 2000 JN32  | 7 mai 2000  | Socorro       | LINEAR          | —         | MPC                           |
| 92407      | 2000 JM34  | 7 mai 2000  | Socorro       | LINEAR          | —         | MPC                           |
| 92408      | 2000 JZ34  | 7 mai 2000  | Socorro       | LINEAR          | —         | MPC                           |
| 92409      | 2000 JW35  | 7 mai 2000  | Socorro       | LINEAR          | —         | MPC                           |
| 92410      | 2000 JA36  | 7 mai 2000  | Socorro       | LINEAR          | —         | MPC                           |
| 92411      | 2000 JC37  | 7 mai 2000  | Socorro       | LINEAR          | —         | MPC                           |
| 92412      | 2000 JX38  | 7 mai 2000  | Socorro       | LINEAR          | —         | MPC                           |
| 92413      | 2000 JN39  | 7 mai 2000  | Socorro       | LINEAR          | —         | MPC                           |
| 92414      | 2000 JU40  | 6 mai 2000  | Socorro       | LINEAR          | —         | MPC                           |
| 92415      | 2000 JP42  | 7 mai 2000  | Socorro       | LINEAR          | —         | MPC                           |
| 92416      | 2000 JS42  | 7 mai 2000  | Socorro       | LINEAR          | —         | MPC                           |
| 92417      | 2000 JQ44  | 7 mai 2000  | Socorro       | LINEAR          | —         | MPC                           |
| 92418      | 2000 JP45  | 7 mai 2000  | Socorro       | LINEAR          | —         | MPC                           |
| 92419      | 2000 JG46  | 7 mai 2000  | Socorro       | LINEAR          | —         | MPC                           |
| 92420      | 2000 JJ48  | 9 mai 2000  | Socorro       | LINEAR          | —         | MPC                           |
| 92421      | 2000 JM48  | 9 mai 2000  | Socorro       | LINEAR          | —         | MPC                           |
| 92422      | 2000 JO48  | 9 mai 2000  | Socorro       | LINEAR          | —         | MPC                           |
| 92423      | 2000 JZ49  | 9 mai 2000  | Socorro       | LINEAR          | —         | MPC                           |
| 92424      | 2000 JO50  | 9 mai 2000  | Socorro       | LINEAR          | —         | MPC                           |
| 92425      | 2000 JR54  | 6 mai 2000  | Socorro       | LINEAR          | —         | MPC                           |
| 92426      | 2000 JD55  | 6 mai 2000  | Socorro       | LINEAR          | —         | MPC                           |
| 92427      | 2000 JD56  | 6 mai 2000  | Socorro       | LINEAR          | —         | MPC                           |
| 92428      | 2000 JM60  | 7 mai 2000  | Socorro       | LINEAR          | —         | MPC                           |
| 92429      | 2000 JT63  | 9 mai 2000  | Socorro       | LINEAR          | —         | MPC                           |
| 92430      | 2000 JW63  | 10 mai 2000 | Socorro       | LINEAR          | —         | MPC                           |
| 92431      | 2000 JO65  | 6 mai 2000  | Socorro       | LINEAR          | —         | MPC                           |
| 92432      | 2000 JQ65  | 6 mai 2000  | Socorro       | LINEAR          | —         | MPC                           |
| 92433      | 2000 JN66  | 6 mai 2000  | Socorro       | LINEAR          | —         | MPC                           |
| 92434      | 2000 JV71  | 1 mai 2000  | Anderson Mesa | LONEOS          | —         | MPC                           |
| 92435      | 2000 JW73  | 2 mai 2000  | Kitt Peak     | Spacewatch      | —         | MPC                           |
| 92436      | 2000 JX76  | 7 mai 2000  | Socorro       | LINEAR          | —         | MPC                           |
| 92437      | 2000 JZ80  | 1 mai 2000  | Haleakalā     | NEAT            | —         | MPC                           |
| 92438      | 2000 JX85  | 2 mai 2000  | Anderson Mesa | LONEOS          | —         | MPC                           |
| 92439      | 2000 KD    | 24 mai 2000 | Kitt Peak     | Spacewatch      | —         | MPC                           |
| 92440      | 2000 KG1   | 24 mai 2000 | Ondřejov      | L. Kotková      | —         | MPC                           |
| 92441      | 2000 KY1   | 26 mai 2000 | Črni Vrh      | Črni Vrh        | —         | MPC                           |
| 92442      | 2000 KF4   | 27 mai 2000 | Reedy Creek   | J. Broughton    | —         | MPC                           |
| 92443      | 2000 KS4   | 27 mai 2000 | Socorro       | LINEAR          | —         | MPC                           |
| 92444      | 2000 KG5   | 28 mai 2000 | Socorro       | LINEAR          | —         | MPC                           |
| 92445      | 2000 KL5   | 28 mai 2000 | Socorro       | LINEAR          | —         | MPC                           |
| 92446      | 2000 KS6   | 27 mai 2000 | Socorro       | LINEAR          | —         | MPC                           |
| 92447      | 2000 KR7   | 27 mai 2000 | Socorro       | LINEAR          | —         | MPC                           |
| 92448      | 2000 KC9   | 28 mai 2000 | Socorro       | LINEAR          | —         | MPC                           |
| 92449      | 2000 KU10  | 28 mai 2000 | Socorro       | LINEAR          | —         | MPC                           |
| 92450      | 2000 KW13  | 28 mai 2000 | Socorro       | LINEAR          | —         | MPC                           |
| 92451      | 2000 KS20  | 28 mai 2000 | Socorro       | LINEAR          | —         | MPC                           |
| 92452      | 2000 KV20  | 28 mai 2000 | Socorro       | LINEAR          | —         | MPC                           |
| 92453      | 2000 KZ21  | 28 mai 2000 | Socorro       | LINEAR          | —         | MPC                           |
| 92454      | 2000 KV25  | 28 mai 2000 | Socorro       | LINEAR          | —         | MPC                           |
| 92455      | 2000 KQ28  | 28 mai 2000 | Socorro       | LINEAR          | —         | MPC                           |
| 92456      | 2000 KB34  | 29 mai 2000 | Reedy Creek   | J. Broughton    | —         | MPC                           |
| 92457      | 2000 KY34  | 27 mai 2000 | Socorro       | LINEAR          | —         | MPC                           |
| 92458      | 2000 KO35  | 27 mai 2000 | Socorro       | LINEAR          | —         | MPC                           |
| 92459      | 2000 KC39  | 24 mai 2000 | Kitt Peak     | Spacewatch      | —         | MPC                           |
| 92460      | 2000 KT39  | 24 mai 2000 | Kitt Peak     | Spacewatch      | —         | MPC                           |
| 92461      | 2000 KQ43  | 26 mai 2000 | Kitt Peak     | Spacewatch      | —         | MPC                           |
| 92462      | 2000 KB55  | 27 mai 2000 | Socorro       | LINEAR          | —         | MPC                           |
| 92463      | 2000 KB56  | 27 mai 2000 | Socorro       | LINEAR          | —         | MPC                           |
| 92464      | 2000 KS56  | 27 mai 2000 | Socorro       | LINEAR          | —         | MPC                           |
| 92465      | 2000 KB57  | 28 mai 2000 | Socorro       | LINEAR          | —         | MPC                           |
| 92466      | 2000 KS57  | 24 mai 2000 | Anderson Mesa | LONEOS          | —         | MPC                           |
| 92467      | 2000 KY58  | 24 mai 2000 | Anderson Mesa | LONEOS          | —         | MPC                           |
| 92468      | 2000 KU60  | 25 mai 2000 | Anderson Mesa | LONEOS          | —         | MPC                           |
| 92469      | 2000 KX62  | 26 mai 2000 | Anderson Mesa | LONEOS          | —         | MPC                           |
| 92470      | 2000 KK63  | 26 mai 2000 | Anderson Mesa | LONEOS          | —         | MPC                           |
| 92471      | 2000 KX69  | 29 mai 2000 | Kitt Peak     | Spacewatch      | —         | MPC                           |
| 92472      | 2000 KR70  | 28 mai 2000 | Anderson Mesa | LONEOS          | —         | MPC                           |
| 92473      | 2000 LP    | 2 jun 2000  | Reedy Creek   | J. Broughton    | —         | MPC                           |
| 92474      | 2000 LF4   | 4 jun 2000  | Socorro       | LINEAR          | —         | MPC                           |
| 92475      | 2000 LQ4   | 5 jun 2000  | Socorro       | LINEAR          | —         | MPC                           |
| 92476      | 2000 LA5   | 5 jun 2000  | Socorro       | LINEAR          | —         | MPC                           |
| 92477      | 2000 LP5   | 5 jun 2000  | Socorro       | LINEAR          | —         | MPC                           |
| 92478      | 2000 LA8   | 6 jun 2000  | Socorro       | LINEAR          | —         | MPC                           |
| 92479      | 2000 LZ8   | 5 jun 2000  | Socorro       | LINEAR          | —         | MPC                           |
| 92480      | 2000 LM9   | 5 jun 2000  | Socorro       | LINEAR          | —         | MPC                           |
| 92481      | 2000 LC11  | 4 jun 2000  | Socorro       | LINEAR          | —         | MPC                           |
| 92482      | 2000 LQ13  | 6 jun 2000  | Socorro       | LINEAR          | —         | MPC                           |
| 92483      | 2000 LL20  | 8 jun 2000  | Socorro       | LINEAR          | —         | MPC                           |
| 92484      | 2000 LV21  | 8 jun 2000  | Socorro       | LINEAR          | —         | MPC                           |
| 92485      | 2000 LM23  | 10 jun 2000 | Kitt Peak     | Spacewatch      | —         | MPC                           |
| 92486      | 2000 LR30  | 9 jun 2000  | Haleakalā     | NEAT            | —         | MPC                           |
| 92487      | 2000 LL31  | 5 jun 2000  | Anderson Mesa | LONEOS          | —         | MPC                           |
| 92488      | 2000 LH36  | 1 jun 2000  | Haleakalā     | NEAT            | —         | MPC                           |
| 92489      | 2000 MK    | 24 jun 2000 | Tebbutt       | F. B. Zoltowski | —         | MPC                           |
| 92490      | 2000 MG2   | 29 jun 2000 | Reedy Creek   | J. Broughton    | Mitidika  | MPC                           |
| 92491      | 2000 MA3   | 29 jun 2000 | Reedy Creek   | J. Broughton    | —         | MPC                           |
| 92492      | 2000 MV3   | 24 jun 2000 | Socorro       | LINEAR          | —         | MPC                           |
| 92493      | 2000 MX4   | 25 jun 2000 | Socorro       | LINEAR          | —         | MPC                           |
| 92494      | 2000 MH6   | 24 jun 2000 | Socorro       | LINEAR          | —         | MPC                           |
| 92495      | 2000 NY    | 4 jul 2000  | Prescott      | P. G. Comba     | —         | MPC                           |
| 92496      | 2000 NB2   | 5 jul 2000  | Reedy Creek   | J. Broughton    | —         | MPC                           |
| 92497      | 2000 NQ2   | 3 jul 2000  | Socorro       | LINEAR          | —         | MPC                           |
| 92498      | 2000 NH9   | 7 jul 2000  | Socorro       | LINEAR          | —         | MPC                           |
| 92499      | 2000 NQ13  | 5 jul 2000  | Anderson Mesa | LONEOS          | —         | MPC                           |
| 92500      | 2000 NY13  | 5 jul 2000  | Anderson Mesa | LONEOS          | —         | MPC                           |

## 92501–92600
| Designação      | Designação | Descoberta  | Descoberta        | Descobridor(es) | Categoria | Mais informações / Referência |
| Permanente      | Provisória | Data        | Local             | Descobridor(es) | Categoria | Mais informações / Referência |
| --------------- | ---------- | ----------- | ----------------- | --------------- | --------- | ----------------------------- |
| 92501           | 2000 NF15  | 5 jul 2000  | Anderson Mesa     | LONEOS          | —         | MPC                           |
| 92502           | 2000 NP15  | 5 jul 2000  | Anderson Mesa     | LONEOS          | —         | MPC                           |
| 92503           | 2000 NQ15  | 5 jul 2000  | Anderson Mesa     | LONEOS          | —         | MPC                           |
| 92504           | 2000 NR15  | 5 jul 2000  | Anderson Mesa     | LONEOS          | —         | MPC                           |
| 92505           | 2000 NK16  | 5 jul 2000  | Anderson Mesa     | LONEOS          | —         | MPC                           |
| 92506           | 2000 NU16  | 5 jul 2000  | Anderson Mesa     | LONEOS          | —         | MPC                           |
| 92507           | 2000 NS17  | 5 jul 2000  | Anderson Mesa     | LONEOS          | —         | MPC                           |
| 92508           | 2000 NT17  | 5 jul 2000  | Anderson Mesa     | LONEOS          | —         | MPC                           |
| 92509           | 2000 NU18  | 5 jul 2000  | Anderson Mesa     | LONEOS          | —         | MPC                           |
| 92510           | 2000 NH19  | 5 jul 2000  | Anderson Mesa     | LONEOS          | —         | MPC                           |
| 92511           | 2000 NK20  | 6 jul 2000  | Kitt Peak         | Spacewatch      | —         | MPC                           |
| 92512           | 2000 NN20  | 6 jul 2000  | Kitt Peak         | Spacewatch      | —         | MPC                           |
| 92513           | 2000 NW20  | 6 jul 2000  | Anderson Mesa     | LONEOS          | —         | MPC                           |
| 92514           | 2000 ND21  | 6 jul 2000  | Anderson Mesa     | LONEOS          | —         | MPC                           |
| 92515           | 2000 NZ21  | 7 jul 2000  | Socorro           | LINEAR          | —         | MPC                           |
| 92516           | 2000 ND25  | 4 jul 2000  | Anderson Mesa     | LONEOS          | —         | MPC                           |
| 92517           | 2000 NZ25  | 4 jul 2000  | Anderson Mesa     | LONEOS          | —         | MPC                           |
| 92518           | 2000 NR26  | 4 jul 2000  | Anderson Mesa     | LONEOS          | —         | MPC                           |
| 92519           | 2000 NO27  | 4 jul 2000  | Anderson Mesa     | LONEOS          | —         | MPC                           |
| 92520           | 2000 NH28  | 3 jul 2000  | Socorro           | LINEAR          | —         | MPC                           |
| 92521           | 2000 NM28  | 3 jul 2000  | Socorro           | LINEAR          | —         | MPC                           |
| 92522           | 2000 NS28  | 2 jul 2000  | Kitt Peak         | Spacewatch      | —         | MPC                           |
| 92523           | 2000 NO29  | 4 jul 2000  | Anderson Mesa     | LONEOS          | —         | MPC                           |
| 92524           | 2000 ON1   | 25 jul 2000 | Kitt Peak         | Spacewatch      | —         | MPC                           |
| 92525 Delucchi  | 2000 OV2   | 28 jul 2000 | Gnosca            | S. Sposetti     | —         | MPC                           |
| 92526           | 2000 OB3   | 23 jul 2000 | Socorro           | LINEAR          | —         | MPC                           |
| 92527           | 2000 OJ7   | 30 jul 2000 | Lake Tekapo       | Mount John Obs. | —         | MPC                           |
| 92528           | 2000 OQ8   | 23 jul 2000 | Socorro           | LINEAR          | —         | MPC                           |
| 92529           | 2000 OK11  | 23 jul 2000 | Socorro           | LINEAR          | —         | MPC                           |
| 92530           | 2000 OM13  | 23 jul 2000 | Socorro           | LINEAR          | —         | MPC                           |
| 92531           | 2000 OD14  | 23 jul 2000 | Socorro           | LINEAR          | —         | MPC                           |
| 92532           | 2000 OJ14  | 23 jul 2000 | Socorro           | LINEAR          | —         | MPC                           |
| 92533           | 2000 OQ14  | 23 jul 2000 | Socorro           | LINEAR          | —         | MPC                           |
| 92534           | 2000 OW15  | 23 jul 2000 | Socorro           | LINEAR          | —         | MPC                           |
| 92535           | 2000 OX15  | 23 jul 2000 | Socorro           | LINEAR          | —         | MPC                           |
| 92536           | 2000 OE16  | 23 jul 2000 | Socorro           | LINEAR          | —         | MPC                           |
| 92537           | 2000 OS16  | 23 jul 2000 | Socorro           | LINEAR          | —         | MPC                           |
| 92538           | 2000 OF18  | 23 jul 2000 | Socorro           | LINEAR          | —         | MPC                           |
| 92539           | 2000 OB19  | 23 jul 2000 | Socorro           | LINEAR          | —         | MPC                           |
| 92540           | 2000 OA20  | 30 jul 2000 | Socorro           | LINEAR          | —         | MPC                           |
| 92541           | 2000 OX20  | 31 jul 2000 | Socorro           | LINEAR          | —         | MPC                           |
| 92542           | 2000 OW21  | 31 jul 2000 | Bergisch Gladbach | W. Bickel       | —         | MPC                           |
| 92543           | 2000 OB27  | 23 jul 2000 | Socorro           | LINEAR          | —         | MPC                           |
| 92544           | 2000 OE27  | 23 jul 2000 | Socorro           | LINEAR          | —         | MPC                           |
| 92545           | 2000 OV30  | 30 jul 2000 | Socorro           | LINEAR          | —         | MPC                           |
| 92546           | 2000 OF31  | 30 jul 2000 | Socorro           | LINEAR          | —         | MPC                           |
| 92547           | 2000 OC32  | 30 jul 2000 | Socorro           | LINEAR          | —         | MPC                           |
| 92548           | 2000 OX33  | 30 jul 2000 | Socorro           | LINEAR          | —         | MPC                           |
| 92549           | 2000 OK34  | 30 jul 2000 | Socorro           | LINEAR          | —         | MPC                           |
| 92550           | 2000 OX34  | 30 jul 2000 | Socorro           | LINEAR          | —         | MPC                           |
| 92551           | 2000 OV36  | 30 jul 2000 | Socorro           | LINEAR          | —         | MPC                           |
| 92552           | 2000 OZ36  | 30 jul 2000 | Socorro           | LINEAR          | —         | MPC                           |
| 92553           | 2000 OR37  | 30 jul 2000 | Socorro           | LINEAR          | —         | MPC                           |
| 92554           | 2000 OK38  | 30 jul 2000 | Socorro           | LINEAR          | —         | MPC                           |
| 92555           | 2000 OZ38  | 30 jul 2000 | Socorro           | LINEAR          | Pallas    | MPC                           |
| 92556           | 2000 OP39  | 30 jul 2000 | Socorro           | LINEAR          | —         | MPC                           |
| 92557           | 2000 OY40  | 30 jul 2000 | Socorro           | LINEAR          | —         | MPC                           |
| 92558           | 2000 OD43  | 30 jul 2000 | Socorro           | LINEAR          | —         | MPC                           |
| 92559           | 2000 OO45  | 30 jul 2000 | Socorro           | LINEAR          | —         | MPC                           |
| 92560           | 2000 OX45  | 30 jul 2000 | Socorro           | LINEAR          | —         | MPC                           |
| 92561           | 2000 OK46  | 31 jul 2000 | Socorro           | LINEAR          | —         | MPC                           |
| 92562           | 2000 OX50  | 31 jul 2000 | Socorro           | LINEAR          | —         | MPC                           |
| 92563           | 2000 OZ50  | 30 jul 2000 | Reedy Creek       | J. Broughton    | Mitidika  | MPC                           |
| 92564           | 2000 OQ51  | 30 jul 2000 | Socorro           | LINEAR          | —         | MPC                           |
| 92565           | 2000 ON52  | 30 jul 2000 | Socorro           | LINEAR          | —         | MPC                           |
| 92566           | 2000 OM53  | 30 jul 2000 | Socorro           | LINEAR          | —         | MPC                           |
| 92567           | 2000 OU55  | 29 jul 2000 | Anderson Mesa     | LONEOS          | Mitidika  | MPC                           |
| 92568           | 2000 OJ56  | 29 jul 2000 | Anderson Mesa     | LONEOS          | —         | MPC                           |
| 92569           | 2000 OC58  | 29 jul 2000 | Anderson Mesa     | LONEOS          | Mitidika  | MPC                           |
| 92570           | 2000 OE58  | 29 jul 2000 | Anderson Mesa     | LONEOS          | —         | MPC                           |
| 92571           | 2000 OF58  | 29 jul 2000 | Anderson Mesa     | LONEOS          | —         | MPC                           |
| 92572           | 2000 ON58  | 29 jul 2000 | Anderson Mesa     | LONEOS          | Chloris   | MPC                           |
| 92573           | 2000 OZ58  | 29 jul 2000 | Anderson Mesa     | LONEOS          | —         | MPC                           |
| 92574           | 2000 OE59  | 29 jul 2000 | Anderson Mesa     | LONEOS          | —         | MPC                           |
| 92575           | 2000 OJ59  | 29 jul 2000 | Anderson Mesa     | LONEOS          | —         | MPC                           |
| 92576           | 2000 OY59  | 29 jul 2000 | Anderson Mesa     | LONEOS          | —         | MPC                           |
| 92577           | 2000 OD60  | 29 jul 2000 | Anderson Mesa     | LONEOS          | —         | MPC                           |
| 92578 Benecchi  | 2000 OC62  | 30 jul 2000 | Cerro Tololo      | S. D. Kern      | —         | MPC                           |
| 92579           | 2000 OK69  | 31 jul 2000 | Cerro Tololo      | M. W. Buie      | —         | MPC                           |
| 92580           | 2000 PZ    | 1 ago 2000  | Socorro           | LINEAR          | —         | MPC                           |
| 92581           | 2000 PY1   | 1 ago 2000  | Socorro           | LINEAR          | —         | MPC                           |
| 92582           | 2000 PZ1   | 1 ago 2000  | Socorro           | LINEAR          | —         | MPC                           |
| 92583           | 2000 PA2   | 1 ago 2000  | Socorro           | LINEAR          | —         | MPC                           |
| 92584           | 2000 PW2   | 2 ago 2000  | Socorro           | LINEAR          | —         | MPC                           |
| 92585 Fumagalli | 2000 PP8   | 7 ago 2000  | Gnosca            | S. Sposetti     | —         | MPC                           |
| 92586           | 2000 PS8   | 9 ago 2000  | Emerald Lane      | L. Ball         | —         | MPC                           |
| 92587           | 2000 PH9   | 6 ago 2000  | Siding Spring     | R. H. McNaught  | Pallas    | MPC                           |
| 92588           | 2000 PJ11  | 1 ago 2000  | Socorro           | LINEAR          | —         | MPC                           |
| 92589           | 2000 PO12  | 3 ago 2000  | Socorro           | LINEAR          | —         | MPC                           |
| 92590           | 2000 PT13  | 1 ago 2000  | Socorro           | LINEAR          | —         | MPC                           |
| 92591           | 2000 PX14  | 1 ago 2000  | Socorro           | LINEAR          | —         | MPC                           |
| 92592           | 2000 PV15  | 1 ago 2000  | Socorro           | LINEAR          | —         | MPC                           |
| 92593           | 2000 PN16  | 1 ago 2000  | Socorro           | LINEAR          | —         | MPC                           |
| 92594           | 2000 PV16  | 1 ago 2000  | Socorro           | LINEAR          | —         | MPC                           |
| 92595           | 2000 PE17  | 1 ago 2000  | Socorro           | LINEAR          | —         | MPC                           |
| 92596           | 2000 PN18  | 1 ago 2000  | Socorro           | LINEAR          | —         | MPC                           |
| 92597           | 2000 PE19  | 1 ago 2000  | Socorro           | LINEAR          | —         | MPC                           |
| 92598           | 2000 PM19  | 1 ago 2000  | Socorro           | LINEAR          | —         | MPC                           |
| 92599           | 2000 PR19  | 1 ago 2000  | Socorro           | LINEAR          | —         | MPC                           |
| 92600           | 2000 PW19  | 1 ago 2000  | Socorro           | LINEAR          | —         | MPC                           |

## 92601–92700
| Designação         | Designação | Descoberta  | Descoberta          | Descobridor(es)       | Categoria | Mais informações / Referência |
| Permanente         | Provisória | Data        | Local               | Descobridor(es)       | Categoria | Mais informações / Referência |
| ------------------ | ---------- | ----------- | ------------------- | --------------------- | --------- | ----------------------------- |
| 92601              | 2000 PL20  | 1 ago 2000  | Socorro             | LINEAR                | —         | MPC                           |
| 92602              | 2000 PO20  | 1 ago 2000  | Socorro             | LINEAR                | —         | MPC                           |
| 92603              | 2000 PF21  | 1 ago 2000  | Socorro             | LINEAR                | Mitidika  | MPC                           |
| 92604              | 2000 PZ21  | 1 ago 2000  | Socorro             | LINEAR                | —         | MPC                           |
| 92605              | 2000 PR22  | 2 ago 2000  | Socorro             | LINEAR                | —         | MPC                           |
| 92606              | 2000 PB23  | 2 ago 2000  | Socorro             | LINEAR                | —         | MPC                           |
| 92607              | 2000 PM23  | 2 ago 2000  | Socorro             | LINEAR                | —         | MPC                           |
| 92608              | 2000 PR23  | 2 ago 2000  | Socorro             | LINEAR                | —         | MPC                           |
| 92609              | 2000 PO24  | 2 ago 2000  | Socorro             | LINEAR                | —         | MPC                           |
| 92610              | 2000 PP24  | 2 ago 2000  | Kitt Peak           | Spacewatch            | —         | MPC                           |
| 92611              | 2000 PK26  | 5 ago 2000  | Haleakalā           | NEAT                  | Phocaea   | MPC                           |
| 92612              | 2000 PZ26  | 9 ago 2000  | Socorro             | LINEAR                | —         | MPC                           |
| 92613              | 2000 QO    | 21 ago 2000 | Prescott            | P. G. Comba           | —         | MPC                           |
| 92614 Kazutami     | 2000 QY    | 23 ago 2000 | Gnosca              | S. Sposetti           | —         | MPC                           |
| 92615              | 2000 QR1   | 23 ago 2000 | Gnosca              | S. Sposetti           | —         | MPC                           |
| 92616              | 2000 QU1   | 24 ago 2000 | Gnosca              | S. Sposetti           | —         | MPC                           |
| 92617              | 2000 QU3   | 24 ago 2000 | Socorro             | LINEAR                | —         | MPC                           |
| 92618              | 2000 QU4   | 24 ago 2000 | Socorro             | LINEAR                | —         | MPC                           |
| 92619              | 2000 QW4   | 24 ago 2000 | Socorro             | LINEAR                | —         | MPC                           |
| 92620              | 2000 QG5   | 24 ago 2000 | Socorro             | LINEAR                | —         | MPC                           |
| 92621              | 2000 QY5   | 24 ago 2000 | Socorro             | LINEAR                | —         | MPC                           |
| 92622              | 2000 QB6   | 24 ago 2000 | Socorro             | LINEAR                | —         | MPC                           |
| 92623              | 2000 QB8   | 25 ago 2000 | Višnjan Observatory | K. Korlević, M. Jurić | —         | MPC                           |
| 92624              | 2000 QJ10  | 24 ago 2000 | Socorro             | LINEAR                | Mitidika  | MPC                           |
| 92625              | 2000 QY12  | 24 ago 2000 | Socorro             | LINEAR                | —         | MPC                           |
| 92626              | 2000 QJ13  | 24 ago 2000 | Socorro             | LINEAR                | —         | MPC                           |
| 92627              | 2000 QW13  | 24 ago 2000 | Socorro             | LINEAR                | —         | MPC                           |
| 92628              | 2000 QF14  | 24 ago 2000 | Socorro             | LINEAR                | Mitidika  | MPC                           |
| 92629              | 2000 QD15  | 24 ago 2000 | Socorro             | LINEAR                | —         | MPC                           |
| 92630              | 2000 QG15  | 24 ago 2000 | Socorro             | LINEAR                | —         | MPC                           |
| 92631              | 2000 QE17  | 24 ago 2000 | Socorro             | LINEAR                | —         | MPC                           |
| 92632              | 2000 QH17  | 24 ago 2000 | Socorro             | LINEAR                | —         | MPC                           |
| 92633              | 2000 QM18  | 24 ago 2000 | Socorro             | LINEAR                | —         | MPC                           |
| 92634              | 2000 QN19  | 24 ago 2000 | Socorro             | LINEAR                | —         | MPC                           |
| 92635              | 2000 QP20  | 24 ago 2000 | Socorro             | LINEAR                | —         | MPC                           |
| 92636              | 2000 QS20  | 24 ago 2000 | Socorro             | LINEAR                | —         | MPC                           |
| 92637              | 2000 QL21  | 24 ago 2000 | Socorro             | LINEAR                | —         | MPC                           |
| 92638              | 2000 QO21  | 24 ago 2000 | Socorro             | LINEAR                | —         | MPC                           |
| 92639              | 2000 QX21  | 24 ago 2000 | Socorro             | LINEAR                | —         | MPC                           |
| 92640              | 2000 QL22  | 25 ago 2000 | Socorro             | LINEAR                | —         | MPC                           |
| 92641              | 2000 QM23  | 25 ago 2000 | Socorro             | LINEAR                | —         | MPC                           |
| 92642              | 2000 QQ23  | 25 ago 2000 | Socorro             | LINEAR                | —         | MPC                           |
| 92643              | 2000 QE24  | 25 ago 2000 | Socorro             | LINEAR                | —         | MPC                           |
| 92644              | 2000 QU26  | 24 ago 2000 | Socorro             | LINEAR                | —         | MPC                           |
| 92645              | 2000 QB29  | 24 ago 2000 | Socorro             | LINEAR                | —         | MPC                           |
| 92646              | 2000 QC31  | 26 ago 2000 | Socorro             | LINEAR                | —         | MPC                           |
| 92647              | 2000 QF31  | 26 ago 2000 | Socorro             | LINEAR                | —         | MPC                           |
| 92648              | 2000 QF35  | 28 ago 2000 | Reedy Creek         | J. Broughton          | —         | MPC                           |
| 92649              | 2000 QV35  | 24 ago 2000 | Socorro             | LINEAR                | —         | MPC                           |
| 92650              | 2000 QJ36  | 24 ago 2000 | Socorro             | LINEAR                | —         | MPC                           |
| 92651              | 2000 QQ36  | 24 ago 2000 | Socorro             | LINEAR                | —         | MPC                           |
| 92652              | 2000 QX36  | 24 ago 2000 | Socorro             | LINEAR                | —         | MPC                           |
| 92653              | 2000 QK37  | 24 ago 2000 | Socorro             | LINEAR                | Mitidika  | MPC                           |
| 92654              | 2000 QW37  | 24 ago 2000 | Socorro             | LINEAR                | —         | MPC                           |
| 92655              | 2000 QD38  | 24 ago 2000 | Socorro             | LINEAR                | —         | MPC                           |
| 92656              | 2000 QU39  | 24 ago 2000 | Socorro             | LINEAR                | —         | MPC                           |
| 92657              | 2000 QA40  | 24 ago 2000 | Socorro             | LINEAR                | —         | MPC                           |
| 92658              | 2000 QV40  | 24 ago 2000 | Socorro             | LINEAR                | —         | MPC                           |
| 92659              | 2000 QE43  | 24 ago 2000 | Socorro             | LINEAR                | —         | MPC                           |
| 92660              | 2000 QF43  | 24 ago 2000 | Socorro             | LINEAR                | —         | MPC                           |
| 92661              | 2000 QG43  | 24 ago 2000 | Socorro             | LINEAR                | —         | MPC                           |
| 92662              | 2000 QZ43  | 24 ago 2000 | Socorro             | LINEAR                | Phocaea   | MPC                           |
| 92663              | 2000 QQ44  | 24 ago 2000 | Socorro             | LINEAR                | —         | MPC                           |
| 92664              | 2000 QB47  | 24 ago 2000 | Socorro             | LINEAR                | —         | MPC                           |
| 92665              | 2000 QD50  | 24 ago 2000 | Socorro             | LINEAR                | —         | MPC                           |
| 92666              | 2000 QO51  | 24 ago 2000 | Socorro             | LINEAR                | —         | MPC                           |
| 92667              | 2000 QT51  | 24 ago 2000 | Socorro             | LINEAR                | —         | MPC                           |
| 92668              | 2000 QB53  | 24 ago 2000 | Socorro             | LINEAR                | —         | MPC                           |
| 92669              | 2000 QG54  | 25 ago 2000 | Socorro             | LINEAR                | —         | MPC                           |
| 92670              | 2000 QU55  | 25 ago 2000 | Socorro             | LINEAR                | —         | MPC                           |
| 92671              | 2000 QX55  | 25 ago 2000 | Socorro             | LINEAR                | —         | MPC                           |
| 92672              | 2000 QK56  | 26 ago 2000 | Socorro             | LINEAR                | —         | MPC                           |
| 92673              | 2000 QL56  | 26 ago 2000 | Socorro             | LINEAR                | —         | MPC                           |
| 92674              | 2000 QO57  | 26 ago 2000 | Socorro             | LINEAR                | —         | MPC                           |
| 92675              | 2000 QF61  | 28 ago 2000 | Socorro             | LINEAR                | —         | MPC                           |
| 92676              | 2000 QQ61  | 28 ago 2000 | Socorro             | LINEAR                | —         | MPC                           |
| 92677              | 2000 QW62  | 28 ago 2000 | Socorro             | LINEAR                | —         | MPC                           |
| 92678              | 2000 QB63  | 28 ago 2000 | Socorro             | LINEAR                | —         | MPC                           |
| 92679              | 2000 QS63  | 28 ago 2000 | Socorro             | LINEAR                | —         | MPC                           |
| 92680              | 2000 QG64  | 28 ago 2000 | Socorro             | LINEAR                | —         | MPC                           |
| 92681              | 2000 QK67  | 28 ago 2000 | Socorro             | LINEAR                | —         | MPC                           |
| 92682              | 2000 QT67  | 28 ago 2000 | Socorro             | LINEAR                | —         | MPC                           |
| 92683              | 2000 QZ67  | 28 ago 2000 | Socorro             | LINEAR                | —         | MPC                           |
| 92684              | 2000 QN69  | 26 ago 2000 | Kitt Peak           | Spacewatch            | —         | MPC                           |
| 92685 Cordellorenz | 2000 QD71  | 31 ago 2000 | Cordell-Lorenz      | D. T. Durig           | —         | MPC                           |
| 92686              | 2000 QQ73  | 24 ago 2000 | Socorro             | LINEAR                | —         | MPC                           |
| 92687              | 2000 QD74  | 24 ago 2000 | Socorro             | LINEAR                | —         | MPC                           |
| 92688              | 2000 QE74  | 24 ago 2000 | Socorro             | LINEAR                | Phocaea   | MPC                           |
| 92689              | 2000 QK74  | 24 ago 2000 | Socorro             | LINEAR                | —         | MPC                           |
| 92690              | 2000 QN74  | 24 ago 2000 | Socorro             | LINEAR                | —         | MPC                           |
| 92691              | 2000 QD75  | 24 ago 2000 | Socorro             | LINEAR                | —         | MPC                           |
| 92692              | 2000 QJ75  | 24 ago 2000 | Socorro             | LINEAR                | Mitidika  | MPC                           |
| 92693              | 2000 QQ75  | 24 ago 2000 | Socorro             | LINEAR                | —         | MPC                           |
| 92694              | 2000 QO77  | 24 ago 2000 | Socorro             | LINEAR                | —         | MPC                           |
| 92695              | 2000 QB78  | 24 ago 2000 | Socorro             | LINEAR                | Phocaea   | MPC                           |
| 92696              | 2000 QJ78  | 24 ago 2000 | Socorro             | LINEAR                | —         | MPC                           |
| 92697              | 2000 QP78  | 24 ago 2000 | Socorro             | LINEAR                | —         | MPC                           |
| 92698              | 2000 QT78  | 24 ago 2000 | Socorro             | LINEAR                | —         | MPC                           |
| 92699              | 2000 QD80  | 24 ago 2000 | Socorro             | LINEAR                | —         | MPC                           |
| 92700              | 2000 QT81  | 24 ago 2000 | Socorro             | LINEAR                | —         | MPC                           |

## 92701–92800
| Designação | Designação | Descoberta  | Descoberta          | Descobridor(es) | Categoria | Mais informações / Referência |
| Permanente | Provisória | Data        | Local               | Descobridor(es) | Categoria | Mais informações / Referência |
| ---------- | ---------- | ----------- | ------------------- | --------------- | --------- | ----------------------------- |
| 92701      | 2000 QC82  | 24 ago 2000 | Socorro             | LINEAR          | —         | MPC                           |
| 92702      | 2000 QT82  | 24 ago 2000 | Socorro             | LINEAR          | —         | MPC                           |
| 92703      | 2000 QE83  | 24 ago 2000 | Socorro             | LINEAR          | —         | MPC                           |
| 92704      | 2000 QK83  | 24 ago 2000 | Socorro             | LINEAR          | —         | MPC                           |
| 92705      | 2000 QY83  | 24 ago 2000 | Socorro             | LINEAR          | —         | MPC                           |
| 92706      | 2000 QL84  | 25 ago 2000 | Socorro             | LINEAR          | —         | MPC                           |
| 92707      | 2000 QM84  | 25 ago 2000 | Socorro             | LINEAR          | —         | MPC                           |
| 92708      | 2000 QB85  | 25 ago 2000 | Socorro             | LINEAR          | —         | MPC                           |
| 92709      | 2000 QP86  | 25 ago 2000 | Socorro             | LINEAR          | —         | MPC                           |
| 92710      | 2000 QL87  | 25 ago 2000 | Socorro             | LINEAR          | —         | MPC                           |
| 92711      | 2000 QP88  | 25 ago 2000 | Socorro             | LINEAR          | —         | MPC                           |
| 92712      | 2000 QQ88  | 25 ago 2000 | Socorro             | LINEAR          | —         | MPC                           |
| 92713      | 2000 QR88  | 25 ago 2000 | Socorro             | LINEAR          | —         | MPC                           |
| 92714      | 2000 QB89  | 25 ago 2000 | Socorro             | LINEAR          | —         | MPC                           |
| 92715      | 2000 QJ90  | 25 ago 2000 | Socorro             | LINEAR          | —         | MPC                           |
| 92716      | 2000 QP91  | 25 ago 2000 | Socorro             | LINEAR          | —         | MPC                           |
| 92717      | 2000 QU91  | 25 ago 2000 | Socorro             | LINEAR          | —         | MPC                           |
| 92718      | 2000 QG92  | 25 ago 2000 | Socorro             | LINEAR          | —         | MPC                           |
| 92719      | 2000 QX92  | 25 ago 2000 | Socorro             | LINEAR          | —         | MPC                           |
| 92720      | 2000 QH93  | 25 ago 2000 | Socorro             | LINEAR          | Eos       | MPC                           |
| 92721      | 2000 QX93  | 26 ago 2000 | Socorro             | LINEAR          | —         | MPC                           |
| 92722      | 2000 QY94  | 26 ago 2000 | Socorro             | LINEAR          | —         | MPC                           |
| 92723      | 2000 QH96  | 28 ago 2000 | Socorro             | LINEAR          | —         | MPC                           |
| 92724      | 2000 QZ96  | 28 ago 2000 | Socorro             | LINEAR          | Phocaea   | MPC                           |
| 92725      | 2000 QD97  | 28 ago 2000 | Socorro             | LINEAR          | —         | MPC                           |
| 92726      | 2000 QF97  | 28 ago 2000 | Socorro             | LINEAR          | —         | MPC                           |
| 92727      | 2000 QV97  | 28 ago 2000 | Socorro             | LINEAR          | —         | MPC                           |
| 92728      | 2000 QX98  | 28 ago 2000 | Socorro             | LINEAR          | —         | MPC                           |
| 92729      | 2000 QX99  | 28 ago 2000 | Socorro             | LINEAR          | —         | MPC                           |
| 92730      | 2000 QZ99  | 28 ago 2000 | Socorro             | LINEAR          | —         | MPC                           |
| 92731      | 2000 QM100 | 28 ago 2000 | Socorro             | LINEAR          | —         | MPC                           |
| 92732      | 2000 QP100 | 28 ago 2000 | Socorro             | LINEAR          | —         | MPC                           |
| 92733      | 2000 QB101 | 28 ago 2000 | Socorro             | LINEAR          | —         | MPC                           |
| 92734      | 2000 QE101 | 28 ago 2000 | Socorro             | LINEAR          | —         | MPC                           |
| 92735      | 2000 QJ101 | 28 ago 2000 | Socorro             | LINEAR          | —         | MPC                           |
| 92736      | 2000 QM102 | 28 ago 2000 | Socorro             | LINEAR          | —         | MPC                           |
| 92737      | 2000 QR102 | 28 ago 2000 | Socorro             | LINEAR          | —         | MPC                           |
| 92738      | 2000 QN104 | 28 ago 2000 | Socorro             | LINEAR          | —         | MPC                           |
| 92739      | 2000 QZ105 | 28 ago 2000 | Socorro             | LINEAR          | —         | MPC                           |
| 92740      | 2000 QK106 | 29 ago 2000 | Socorro             | LINEAR          | —         | MPC                           |
| 92741      | 2000 QN106 | 29 ago 2000 | Socorro             | LINEAR          | —         | MPC                           |
| 92742      | 2000 QC108 | 29 ago 2000 | Socorro             | LINEAR          | —         | MPC                           |
| 92743      | 2000 QP108 | 29 ago 2000 | Socorro             | LINEAR          | —         | MPC                           |
| 92744      | 2000 QV108 | 29 ago 2000 | Socorro             | LINEAR          | —         | MPC                           |
| 92745      | 2000 QW108 | 29 ago 2000 | Socorro             | LINEAR          | —         | MPC                           |
| 92746      | 2000 QK110 | 24 ago 2000 | Socorro             | LINEAR          | —         | MPC                           |
| 92747      | 2000 QQ110 | 24 ago 2000 | Socorro             | LINEAR          | —         | MPC                           |
| 92748      | 2000 QS111 | 24 ago 2000 | Socorro             | LINEAR          | —         | MPC                           |
| 92749      | 2000 QT111 | 24 ago 2000 | Socorro             | LINEAR          | —         | MPC                           |
| 92750      | 2000 QC112 | 24 ago 2000 | Socorro             | LINEAR          | —         | MPC                           |
| 92751      | 2000 QM112 | 24 ago 2000 | Socorro             | LINEAR          | —         | MPC                           |
| 92752      | 2000 QQ112 | 24 ago 2000 | Socorro             | LINEAR          | —         | MPC                           |
| 92753      | 2000 QG113 | 24 ago 2000 | Socorro             | LINEAR          | —         | MPC                           |
| 92754      | 2000 QY113 | 24 ago 2000 | Socorro             | LINEAR          | —         | MPC                           |
| 92755      | 2000 QL115 | 25 ago 2000 | Socorro             | LINEAR          | —         | MPC                           |
| 92756      | 2000 QA116 | 26 ago 2000 | Socorro             | LINEAR          | —         | MPC                           |
| 92757      | 2000 QM118 | 25 ago 2000 | Socorro             | LINEAR          | —         | MPC                           |
| 92758      | 2000 QE120 | 25 ago 2000 | Socorro             | LINEAR          | —         | MPC                           |
| 92759      | 2000 QM120 | 25 ago 2000 | Socorro             | LINEAR          | —         | MPC                           |
| 92760      | 2000 QK121 | 25 ago 2000 | Socorro             | LINEAR          | —         | MPC                           |
| 92761      | 2000 QD122 | 25 ago 2000 | Socorro             | LINEAR          | —         | MPC                           |
| 92762      | 2000 QF123 | 25 ago 2000 | Socorro             | LINEAR          | —         | MPC                           |
| 92763      | 2000 QV123 | 25 ago 2000 | Socorro             | LINEAR          | —         | MPC                           |
| 92764      | 2000 QE125 | 31 ago 2000 | Socorro             | LINEAR          | —         | MPC                           |
| 92765      | 2000 QJ125 | 31 ago 2000 | Socorro             | LINEAR          | —         | MPC                           |
| 92766      | 2000 QM125 | 31 ago 2000 | Socorro             | LINEAR          | —         | MPC                           |
| 92767      | 2000 QF126 | 31 ago 2000 | Socorro             | LINEAR          | —         | MPC                           |
| 92768      | 2000 QT126 | 31 ago 2000 | Socorro             | LINEAR          | —         | MPC                           |
| 92769      | 2000 QZ126 | 24 ago 2000 | Socorro             | LINEAR          | —         | MPC                           |
| 92770      | 2000 QO129 | 30 ago 2000 | Višnjan Observatory | K. Korlević     | Mitidika  | MPC                           |
| 92771      | 2000 QS132 | 26 ago 2000 | Socorro             | LINEAR          | —         | MPC                           |
| 92772      | 2000 QW132 | 26 ago 2000 | Socorro             | LINEAR          | —         | MPC                           |
| 92773      | 2000 QP133 | 26 ago 2000 | Socorro             | LINEAR          | Mitidika  | MPC                           |
| 92774      | 2000 QU133 | 26 ago 2000 | Socorro             | LINEAR          | —         | MPC                           |
| 92775      | 2000 QA134 | 26 ago 2000 | Socorro             | LINEAR          | —         | MPC                           |
| 92776      | 2000 QB134 | 26 ago 2000 | Socorro             | LINEAR          | —         | MPC                           |
| 92777      | 2000 QM134 | 26 ago 2000 | Socorro             | LINEAR          | —         | MPC                           |
| 92778      | 2000 QE135 | 26 ago 2000 | Socorro             | LINEAR          | —         | MPC                           |
| 92779      | 2000 QR135 | 26 ago 2000 | Socorro             | LINEAR          | —         | MPC                           |
| 92780      | 2000 QZ136 | 29 ago 2000 | Socorro             | LINEAR          | —         | MPC                           |
| 92781      | 2000 QA137 | 29 ago 2000 | Socorro             | LINEAR          | —         | MPC                           |
| 92782      | 2000 QJ138 | 31 ago 2000 | Socorro             | LINEAR          | —         | MPC                           |
| 92783      | 2000 QT140 | 31 ago 2000 | Socorro             | LINEAR          | —         | MPC                           |
| 92784      | 2000 QA141 | 31 ago 2000 | Socorro             | LINEAR          | Phocaea   | MPC                           |
| 92785      | 2000 QG143 | 31 ago 2000 | Socorro             | LINEAR          | —         | MPC                           |
| 92786      | 2000 QJ143 | 31 ago 2000 | Socorro             | LINEAR          | —         | MPC                           |
| 92787      | 2000 QE144 | 31 ago 2000 | Socorro             | LINEAR          | —         | MPC                           |
| 92788      | 2000 QO144 | 31 ago 2000 | Socorro             | LINEAR          | —         | MPC                           |
| 92789      | 2000 QF146 | 31 ago 2000 | Socorro             | LINEAR          | —         | MPC                           |
| 92790      | 2000 QE149 | 24 ago 2000 | Socorro             | LINEAR          | —         | MPC                           |
| 92791      | 2000 QX151 | 26 ago 2000 | Socorro             | LINEAR          | —         | MPC                           |
| 92792      | 2000 QB152 | 26 ago 2000 | Socorro             | LINEAR          | —         | MPC                           |
| 92793      | 2000 QD152 | 28 ago 2000 | Socorro             | LINEAR          | —         | MPC                           |
| 92794      | 2000 QP152 | 29 ago 2000 | Socorro             | LINEAR          | —         | MPC                           |
| 92795      | 2000 QA153 | 29 ago 2000 | Socorro             | LINEAR          | —         | MPC                           |
| 92796      | 2000 QC153 | 29 ago 2000 | Socorro             | LINEAR          | —         | MPC                           |
| 92797      | 2000 QF156 | 31 ago 2000 | Socorro             | LINEAR          | —         | MPC                           |
| 92798      | 2000 QP156 | 31 ago 2000 | Socorro             | LINEAR          | —         | MPC                           |
| 92799      | 2000 QX156 | 31 ago 2000 | Socorro             | LINEAR          | —         | MPC                           |
| 92800      | 2000 QK158 | 31 ago 2000 | Socorro             | LINEAR          | —         | MPC                           |

## 92801–92900
| Designação          | Designação | Descoberta  | Descoberta    | Descobridor(es) | Categoria | Mais informações / Referência |
| Permanente          | Provisória | Data        | Local         | Descobridor(es) | Categoria | Mais informações / Referência |
| ------------------- | ---------- | ----------- | ------------- | --------------- | --------- | ----------------------------- |
| 92801               | 2000 QC159 | 31 ago 2000 | Socorro       | LINEAR          | —         | MPC                           |
| 92802               | 2000 QN161 | 31 ago 2000 | Socorro       | LINEAR          | —         | MPC                           |
| 92803               | 2000 QO161 | 31 ago 2000 | Socorro       | LINEAR          | —         | MPC                           |
| 92804               | 2000 QA163 | 31 ago 2000 | Socorro       | LINEAR          | —         | MPC                           |
| 92805               | 2000 QH163 | 31 ago 2000 | Socorro       | LINEAR          | —         | MPC                           |
| 92806               | 2000 QZ163 | 31 ago 2000 | Socorro       | LINEAR          | —         | MPC                           |
| 92807               | 2000 QK165 | 31 ago 2000 | Socorro       | LINEAR          | —         | MPC                           |
| 92808               | 2000 QE166 | 31 ago 2000 | Socorro       | LINEAR          | —         | MPC                           |
| 92809               | 2000 QM166 | 31 ago 2000 | Socorro       | LINEAR          | —         | MPC                           |
| 92810               | 2000 QN166 | 31 ago 2000 | Socorro       | LINEAR          | —         | MPC                           |
| 92811               | 2000 QF167 | 31 ago 2000 | Socorro       | LINEAR          | —         | MPC                           |
| 92812               | 2000 QY169 | 31 ago 2000 | Socorro       | LINEAR          | —         | MPC                           |
| 92813               | 2000 QO170 | 31 ago 2000 | Socorro       | LINEAR          | —         | MPC                           |
| 92814               | 2000 QZ171 | 31 ago 2000 | Socorro       | LINEAR          | —         | MPC                           |
| 92815               | 2000 QC172 | 31 ago 2000 | Socorro       | LINEAR          | —         | MPC                           |
| 92816               | 2000 QE173 | 31 ago 2000 | Socorro       | LINEAR          | —         | MPC                           |
| 92817               | 2000 QO173 | 31 ago 2000 | Socorro       | LINEAR          | —         | MPC                           |
| 92818               | 2000 QW174 | 31 ago 2000 | Socorro       | LINEAR          | —         | MPC                           |
| 92819               | 2000 QE175 | 31 ago 2000 | Socorro       | LINEAR          | —         | MPC                           |
| 92820               | 2000 QX175 | 31 ago 2000 | Socorro       | LINEAR          | —         | MPC                           |
| 92821               | 2000 QZ176 | 31 ago 2000 | Socorro       | LINEAR          | —         | MPC                           |
| 92822               | 2000 QD177 | 31 ago 2000 | Socorro       | LINEAR          | —         | MPC                           |
| 92823               | 2000 QM177 | 31 ago 2000 | Socorro       | LINEAR          | —         | MPC                           |
| 92824               | 2000 QP177 | 31 ago 2000 | Socorro       | LINEAR          | —         | MPC                           |
| 92825               | 2000 QQ177 | 31 ago 2000 | Socorro       | LINEAR          | —         | MPC                           |
| 92826               | 2000 QL179 | 31 ago 2000 | Socorro       | LINEAR          | —         | MPC                           |
| 92827               | 2000 QJ182 | 31 ago 2000 | Socorro       | LINEAR          | —         | MPC                           |
| 92828               | 2000 QQ182 | 31 ago 2000 | Socorro       | LINEAR          | —         | MPC                           |
| 92829               | 2000 QS182 | 31 ago 2000 | Socorro       | LINEAR          | —         | MPC                           |
| 92830               | 2000 QX182 | 26 ago 2000 | Socorro       | LINEAR          | —         | MPC                           |
| 92831               | 2000 QZ182 | 31 ago 2000 | Socorro       | LINEAR          | —         | MPC                           |
| 92832               | 2000 QQ183 | 26 ago 2000 | Socorro       | LINEAR          | —         | MPC                           |
| 92833               | 2000 QK184 | 26 ago 2000 | Socorro       | LINEAR          | —         | MPC                           |
| 92834               | 2000 QD185 | 26 ago 2000 | Socorro       | LINEAR          | —         | MPC                           |
| 92835               | 2000 QF185 | 26 ago 2000 | Socorro       | LINEAR          | —         | MPC                           |
| 92836               | 2000 QN187 | 26 ago 2000 | Socorro       | LINEAR          | —         | MPC                           |
| 92837               | 2000 QP187 | 26 ago 2000 | Socorro       | LINEAR          | —         | MPC                           |
| 92838               | 2000 QB188 | 26 ago 2000 | Socorro       | LINEAR          | —         | MPC                           |
| 92839               | 2000 QK189 | 26 ago 2000 | Socorro       | LINEAR          | —         | MPC                           |
| 92840               | 2000 QA190 | 26 ago 2000 | Socorro       | LINEAR          | —         | MPC                           |
| 92841               | 2000 QH190 | 26 ago 2000 | Socorro       | LINEAR          | —         | MPC                           |
| 92842               | 2000 QA194 | 29 ago 2000 | Socorro       | LINEAR          | —         | MPC                           |
| 92843               | 2000 QP194 | 31 ago 2000 | Socorro       | LINEAR          | —         | MPC                           |
| 92844               | 2000 QB195 | 26 ago 2000 | Socorro       | LINEAR          | —         | MPC                           |
| 92845               | 2000 QJ195 | 26 ago 2000 | Socorro       | LINEAR          | —         | MPC                           |
| 92846               | 2000 QW195 | 28 ago 2000 | Socorro       | LINEAR          | —         | MPC                           |
| 92847               | 2000 QF196 | 28 ago 2000 | Socorro       | LINEAR          | —         | MPC                           |
| 92848               | 2000 QW197 | 29 ago 2000 | Socorro       | LINEAR          | —         | MPC                           |
| 92849               | 2000 QC198 | 29 ago 2000 | Socorro       | LINEAR          | —         | MPC                           |
| 92850               | 2000 QM198 | 29 ago 2000 | Socorro       | LINEAR          | —         | MPC                           |
| 92851               | 2000 QU199 | 29 ago 2000 | Socorro       | LINEAR          | —         | MPC                           |
| 92852               | 2000 QA200 | 29 ago 2000 | Socorro       | LINEAR          | —         | MPC                           |
| 92853               | 2000 QT202 | 29 ago 2000 | Socorro       | LINEAR          | —         | MPC                           |
| 92854               | 2000 QL204 | 31 ago 2000 | Socorro       | LINEAR          | —         | MPC                           |
| 92855               | 2000 QW204 | 31 ago 2000 | Socorro       | LINEAR          | —         | MPC                           |
| 92856               | 2000 QG205 | 31 ago 2000 | Socorro       | LINEAR          | —         | MPC                           |
| 92857               | 2000 QQ205 | 31 ago 2000 | Socorro       | LINEAR          | —         | MPC                           |
| 92858               | 2000 QV205 | 31 ago 2000 | Socorro       | LINEAR          | —         | MPC                           |
| 92859               | 2000 QE206 | 31 ago 2000 | Socorro       | LINEAR          | —         | MPC                           |
| 92860               | 2000 QP206 | 31 ago 2000 | Socorro       | LINEAR          | —         | MPC                           |
| 92861               | 2000 QS206 | 31 ago 2000 | Socorro       | LINEAR          | Mitidika  | MPC                           |
| 92862               | 2000 QP208 | 31 ago 2000 | Socorro       | LINEAR          | —         | MPC                           |
| 92863               | 2000 QQ208 | 31 ago 2000 | Socorro       | LINEAR          | —         | MPC                           |
| 92864               | 2000 QJ209 | 31 ago 2000 | Socorro       | LINEAR          | —         | MPC                           |
| 92865               | 2000 QH211 | 31 ago 2000 | Socorro       | LINEAR          | —         | MPC                           |
| 92866               | 2000 QD212 | 31 ago 2000 | Socorro       | LINEAR          | —         | MPC                           |
| 92867               | 2000 QU212 | 31 ago 2000 | Socorro       | LINEAR          | —         | MPC                           |
| 92868               | 2000 QB213 | 31 ago 2000 | Socorro       | LINEAR          | —         | MPC                           |
| 92869               | 2000 QP213 | 31 ago 2000 | Socorro       | LINEAR          | —         | MPC                           |
| 92870               | 2000 QH214 | 31 ago 2000 | Socorro       | LINEAR          | —         | MPC                           |
| 92871               | 2000 QK214 | 31 ago 2000 | Socorro       | LINEAR          | —         | MPC                           |
| 92872               | 2000 QN214 | 31 ago 2000 | Socorro       | LINEAR          | Mitidika  | MPC                           |
| 92873               | 2000 QW214 | 31 ago 2000 | Socorro       | LINEAR          | —         | MPC                           |
| 92874               | 2000 QT215 | 31 ago 2000 | Socorro       | LINEAR          | —         | MPC                           |
| 92875               | 2000 QZ216 | 31 ago 2000 | Socorro       | LINEAR          | —         | MPC                           |
| 92876               | 2000 QY217 | 31 ago 2000 | Socorro       | LINEAR          | —         | MPC                           |
| 92877               | 2000 QC218 | 31 ago 2000 | Socorro       | LINEAR          | —         | MPC                           |
| 92878               | 2000 QK218 | 20 ago 2000 | Anderson Mesa | LONEOS          | —         | MPC                           |
| 92879               | 2000 QV218 | 20 ago 2000 | Anderson Mesa | LONEOS          | —         | MPC                           |
| 92880               | 2000 QC219 | 20 ago 2000 | Anderson Mesa | LONEOS          | —         | MPC                           |
| 92881               | 2000 QK219 | 20 ago 2000 | Anderson Mesa | LONEOS          | —         | MPC                           |
| 92882               | 2000 QQ224 | 26 ago 2000 | Kitt Peak     | Spacewatch      | —         | MPC                           |
| 92883               | 2000 QZ224 | 29 ago 2000 | Socorro       | LINEAR          | —         | MPC                           |
| 92884               | 2000 QY225 | 30 ago 2000 | Kitt Peak     | Spacewatch      | —         | MPC                           |
| 92885               | 2000 QE228 | 31 ago 2000 | Socorro       | LINEAR          | —         | MPC                           |
| 92886               | 2000 QS229 | 31 ago 2000 | Socorro       | LINEAR          | —         | MPC                           |
| 92887               | 2000 QP230 | 31 ago 2000 | Socorro       | LINEAR          | —         | MPC                           |
| 92888               | 2000 QU230 | 31 ago 2000 | Socorro       | LINEAR          | —         | MPC                           |
| 92889               | 2000 QZ230 | 31 ago 2000 | Kitt Peak     | Spacewatch      | —         | MPC                           |
| 92890               | 2000 QB232 | 30 ago 2000 | Kitt Peak     | Spacewatch      | —         | MPC                           |
| 92891 Bless         | 2000 QK236 | 26 ago 2000 | Cerro Tololo  | R. Millis       | —         | MPC                           |
| 92892               | 2000 QO244 | 25 ago 2000 | Cerro Tololo  | M. W. Buie      | —         | MPC                           |
| 92893 Michaelperson | 2000 QE247 | 27 ago 2000 | Cerro Tololo  | S. D. Kern      | —         | MPC                           |
| 92894               | 2000 QA248 | 28 ago 2000 | Cerro Tololo  | M. W. Buie      | —         | MPC                           |
| 92895               | 2000 QU250 | 21 ago 2000 | Anderson Mesa | LONEOS          | —         | MPC                           |
| 92896               | 2000 QW250 | 21 ago 2000 | Anderson Mesa | LONEOS          | —         | MPC                           |
| 92897               | 2000 RV    | 1 set 2000  | Socorro       | LINEAR          | —         | MPC                           |
| 92898               | 2000 RS3   | 1 set 2000  | Socorro       | LINEAR          | —         | MPC                           |
| 92899               | 2000 RW4   | 1 set 2000  | Socorro       | LINEAR          | —         | MPC                           |
| 92900               | 2000 RZ4   | 1 set 2000  | Socorro       | LINEAR          | —         | MPC                           |

## 92901–93000
| Designação | Designação | Descoberta | Descoberta          | Descobridor(es) | Categoria | Mais informações / Referência |
| Permanente | Provisória | Data       | Local               | Descobridor(es) | Categoria | Mais informações / Referência |
| ---------- | ---------- | ---------- | ------------------- | --------------- | --------- | ----------------------------- |
| 92901      | 2000 RE5   | 1 set 2000 | Socorro             | LINEAR          | —         | MPC                           |
| 92902      | 2000 RF5   | 1 set 2000 | Socorro             | LINEAR          | —         | MPC                           |
| 92903      | 2000 RO5   | 1 set 2000 | Socorro             | LINEAR          | —         | MPC                           |
| 92904      | 2000 RO6   | 1 set 2000 | Socorro             | LINEAR          | —         | MPC                           |
| 92905      | 2000 RT6   | 1 set 2000 | Socorro             | LINEAR          | —         | MPC                           |
| 92906      | 2000 RW6   | 1 set 2000 | Socorro             | LINEAR          | —         | MPC                           |
| 92907      | 2000 RK7   | 1 set 2000 | Socorro             | LINEAR          | —         | MPC                           |
| 92908      | 2000 RO7   | 1 set 2000 | Socorro             | LINEAR          | —         | MPC                           |
| 92909      | 2000 RV8   | 1 set 2000 | Socorro             | LINEAR          | —         | MPC                           |
| 92910      | 2000 RJ10  | 1 set 2000 | Socorro             | LINEAR          | —         | MPC                           |
| 92911      | 2000 RN10  | 1 set 2000 | Socorro             | LINEAR          | —         | MPC                           |
| 92912      | 2000 RP10  | 1 set 2000 | Socorro             | LINEAR          | —         | MPC                           |
| 92913      | 2000 RH11  | 1 set 2000 | Socorro             | LINEAR          | —         | MPC                           |
| 92914      | 2000 RG13  | 1 set 2000 | Socorro             | LINEAR          | —         | MPC                           |
| 92915      | 2000 RW13  | 1 set 2000 | Socorro             | LINEAR          | —         | MPC                           |
| 92916      | 2000 RW14  | 1 set 2000 | Socorro             | LINEAR          | —         | MPC                           |
| 92917      | 2000 RF15  | 1 set 2000 | Socorro             | LINEAR          | —         | MPC                           |
| 92918      | 2000 RM17  | 1 set 2000 | Socorro             | LINEAR          | —         | MPC                           |
| 92919      | 2000 RR17  | 1 set 2000 | Socorro             | LINEAR          | —         | MPC                           |
| 92920      | 2000 RA19  | 1 set 2000 | Socorro             | LINEAR          | —         | MPC                           |
| 92921      | 2000 RW19  | 1 set 2000 | Socorro             | LINEAR          | —         | MPC                           |
| 92922      | 2000 RX20  | 1 set 2000 | Socorro             | LINEAR          | —         | MPC                           |
| 92923      | 2000 RB21  | 1 set 2000 | Socorro             | LINEAR          | —         | MPC                           |
| 92924      | 2000 RH21  | 1 set 2000 | Socorro             | LINEAR          | —         | MPC                           |
| 92925      | 2000 RO22  | 1 set 2000 | Socorro             | LINEAR          | —         | MPC                           |
| 92926      | 2000 RX22  | 1 set 2000 | Socorro             | LINEAR          | —         | MPC                           |
| 92927      | 2000 RH23  | 1 set 2000 | Socorro             | LINEAR          | —         | MPC                           |
| 92928      | 2000 RP23  | 1 set 2000 | Socorro             | LINEAR          | —         | MPC                           |
| 92929      | 2000 RN25  | 1 set 2000 | Socorro             | LINEAR          | —         | MPC                           |
| 92930      | 2000 RH26  | 1 set 2000 | Socorro             | LINEAR          | —         | MPC                           |
| 92931      | 2000 RM26  | 1 set 2000 | Socorro             | LINEAR          | Phocaea   | MPC                           |
| 92932      | 2000 RO27  | 1 set 2000 | Socorro             | LINEAR          | —         | MPC                           |
| 92933      | 2000 RS29  | 1 set 2000 | Socorro             | LINEAR          | —         | MPC                           |
| 92934      | 2000 RV29  | 1 set 2000 | Socorro             | LINEAR          | —         | MPC                           |
| 92935      | 2000 RX31  | 1 set 2000 | Socorro             | LINEAR          | —         | MPC                           |
| 92936      | 2000 RQ32  | 1 set 2000 | Socorro             | LINEAR          | —         | MPC                           |
| 92937      | 2000 RZ32  | 1 set 2000 | Socorro             | LINEAR          | —         | MPC                           |
| 92938      | 2000 RA33  | 1 set 2000 | Socorro             | LINEAR          | —         | MPC                           |
| 92939      | 2000 RC33  | 1 set 2000 | Socorro             | LINEAR          | —         | MPC                           |
| 92940      | 2000 RX33  | 1 set 2000 | Socorro             | LINEAR          | Phocaea   | MPC                           |
| 92941      | 2000 RP34  | 1 set 2000 | Socorro             | LINEAR          | —         | MPC                           |
| 92942      | 2000 RC35  | 1 set 2000 | Socorro             | LINEAR          | —         | MPC                           |
| 92943      | 2000 RD38  | 5 set 2000 | Kvistaberg          | UDAS            | —         | MPC                           |
| 92944      | 2000 RK38  | 5 set 2000 | Kvistaberg          | UDAS            | —         | MPC                           |
| 92945      | 2000 RQ39  | 1 set 2000 | Socorro             | LINEAR          | —         | MPC                           |
| 92946      | 2000 RC40  | 3 set 2000 | Socorro             | LINEAR          | —         | MPC                           |
| 92947      | 2000 RO41  | 3 set 2000 | Socorro             | LINEAR          | —         | MPC                           |
| 92948      | 2000 RQ41  | 3 set 2000 | Socorro             | LINEAR          | —         | MPC                           |
| 92949      | 2000 RS41  | 3 set 2000 | Socorro             | LINEAR          | —         | MPC                           |
| 92950      | 2000 RD42  | 3 set 2000 | Socorro             | LINEAR          | —         | MPC                           |
| 92951      | 2000 RG42  | 3 set 2000 | Socorro             | LINEAR          | —         | MPC                           |
| 92952      | 2000 RU42  | 3 set 2000 | Socorro             | LINEAR          | —         | MPC                           |
| 92953      | 2000 RL43  | 3 set 2000 | Socorro             | LINEAR          | Eos       | MPC                           |
| 92954      | 2000 RG44  | 3 set 2000 | Socorro             | LINEAR          | —         | MPC                           |
| 92955      | 2000 RK44  | 3 set 2000 | Socorro             | LINEAR          | —         | MPC                           |
| 92956      | 2000 RC45  | 3 set 2000 | Socorro             | LINEAR          | —         | MPC                           |
| 92957      | 2000 RD45  | 3 set 2000 | Socorro             | LINEAR          | —         | MPC                           |
| 92958      | 2000 RP46  | 3 set 2000 | Socorro             | LINEAR          | —         | MPC                           |
| 92959      | 2000 RA47  | 3 set 2000 | Socorro             | LINEAR          | —         | MPC                           |
| 92960      | 2000 RE47  | 3 set 2000 | Socorro             | LINEAR          | —         | MPC                           |
| 92961      | 2000 RM47  | 3 set 2000 | Socorro             | LINEAR          | Phocaea   | MPC                           |
| 92962      | 2000 RD48  | 3 set 2000 | Socorro             | LINEAR          | —         | MPC                           |
| 92963      | 2000 RN48  | 3 set 2000 | Socorro             | LINEAR          | Koronis   | MPC                           |
| 92964      | 2000 RR48  | 3 set 2000 | Socorro             | LINEAR          | —         | MPC                           |
| 92965      | 2000 RQ49  | 5 set 2000 | Socorro             | LINEAR          | Phocaea   | MPC                           |
| 92966      | 2000 RK50  | 5 set 2000 | Socorro             | LINEAR          | —         | MPC                           |
| 92967      | 2000 RW50  | 5 set 2000 | Socorro             | LINEAR          | —         | MPC                           |
| 92968      | 2000 RA52  | 5 set 2000 | Socorro             | LINEAR          | —         | MPC                           |
| 92969      | 2000 RG55  | 3 set 2000 | Socorro             | LINEAR          | —         | MPC                           |
| 92970      | 2000 RY55  | 5 set 2000 | Socorro             | LINEAR          | —         | MPC                           |
| 92971      | 2000 RR56  | 6 set 2000 | Socorro             | LINEAR          | —         | MPC                           |
| 92972      | 2000 RZ59  | 5 set 2000 | Višnjan Observatory | K. Korlević     | —         | MPC                           |
| 92973      | 2000 RN60  | 3 set 2000 | Socorro             | LINEAR          | —         | MPC                           |
| 92974      | 2000 RM61  | 1 set 2000 | Socorro             | LINEAR          | Phocaea   | MPC                           |
| 92975      | 2000 RC65  | 1 set 2000 | Socorro             | LINEAR          | —         | MPC                           |
| 92976      | 2000 RP65  | 1 set 2000 | Socorro             | LINEAR          | Phocaea   | MPC                           |
| 92977      | 2000 RW67  | 1 set 2000 | Socorro             | LINEAR          | —         | MPC                           |
| 92978      | 2000 RB68  | 2 set 2000 | Socorro             | LINEAR          | —         | MPC                           |
| 92979      | 2000 RS68  | 2 set 2000 | Socorro             | LINEAR          | —         | MPC                           |
| 92980      | 2000 RG69  | 2 set 2000 | Socorro             | LINEAR          | —         | MPC                           |
| 92981      | 2000 RH69  | 2 set 2000 | Socorro             | LINEAR          | —         | MPC                           |
| 92982      | 2000 RE71  | 2 set 2000 | Socorro             | LINEAR          | —         | MPC                           |
| 92983      | 2000 RB72  | 2 set 2000 | Socorro             | LINEAR          | —         | MPC                           |
| 92984      | 2000 RS72  | 2 set 2000 | Socorro             | LINEAR          | —         | MPC                           |
| 92985      | 2000 RY72  | 2 set 2000 | Socorro             | LINEAR          | —         | MPC                           |
| 92986      | 2000 RZ72  | 2 set 2000 | Socorro             | LINEAR          | —         | MPC                           |
| 92987      | 2000 RB73  | 2 set 2000 | Socorro             | LINEAR          | —         | MPC                           |
| 92988      | 2000 RJ73  | 2 set 2000 | Socorro             | LINEAR          | —         | MPC                           |
| 92989      | 2000 RR73  | 2 set 2000 | Socorro             | LINEAR          | —         | MPC                           |
| 92990      | 2000 RA74  | 2 set 2000 | Socorro             | LINEAR          | —         | MPC                           |
| 92991      | 2000 RB75  | 3 set 2000 | Socorro             | LINEAR          | —         | MPC                           |
| 92992      | 2000 RP75  | 3 set 2000 | Socorro             | LINEAR          | —         | MPC                           |
| 92993      | 2000 RA76  | 3 set 2000 | Socorro             | LINEAR          | —         | MPC                           |
| 92994      | 2000 RB76  | 3 set 2000 | Socorro             | LINEAR          | —         | MPC                           |
| 92995      | 2000 RZ77  | 2 set 2000 | Anderson Mesa       | LONEOS          | —         | MPC                           |
| 92996      | 2000 RE78  | 9 set 2000 | Črni Vrh            | Črni Vrh        | —         | MPC                           |
| 92997      | 2000 RH78  | 9 set 2000 | Desert Beaver       | W. K. Y. Yeung  | —         | MPC                           |
| 92998      | 2000 RL81  | 1 set 2000 | Socorro             | LINEAR          | —         | MPC                           |
| 92999      | 2000 RL82  | 1 set 2000 | Socorro             | LINEAR          | —         | MPC                           |
| 93000      | 2000 RJ83  | 1 set 2000 | Socorro             | LINEAR          | —         | MPC                           |